# Шубаркудук
Шубаркудук (каз. Шұбарқұдық, до 2001 г. — Шубар-Кудук) — посёлок, административный центр Темирского района Актюбинской области Казахстана. Административный центр Шубаркудукского сельского округа. Код КАТО: 155630100.
Железнодорожная станция на линии Атырау — Орск Урало-Каспийского железнодорожного хода, в 179 км к юго-западу от областного центра города Актобе.
Предприятия железнодорожного транспорта.

## Население
| 1939    | 1959    | 1970  | 1979    | 1989    | 1999    | 2009    |
| ------- | ------- | ----- | ------- | ------- | ------- | ------- |
| 4714    | ↗8349   | ↗9189 | ↗11 129 | ↗12 217 | ↘10 722 | ↗11 199 |
| 2019    | 2021    |       |         |         |         |         |
| ↗13 583 | ↗14 125 |       |         |         |         |         |

В 1999 году население посёлка составляло 10 722 человека (5267 мужчин и 5455 женщин). По данным переписи 2009 года в посёлке проживало 11 199 человек (5497 мужчин и 5702 женщины).
На 1 октября 2022 года население посёлка составляло 14 331 человека (7188 мужчин и 7143 женщины).

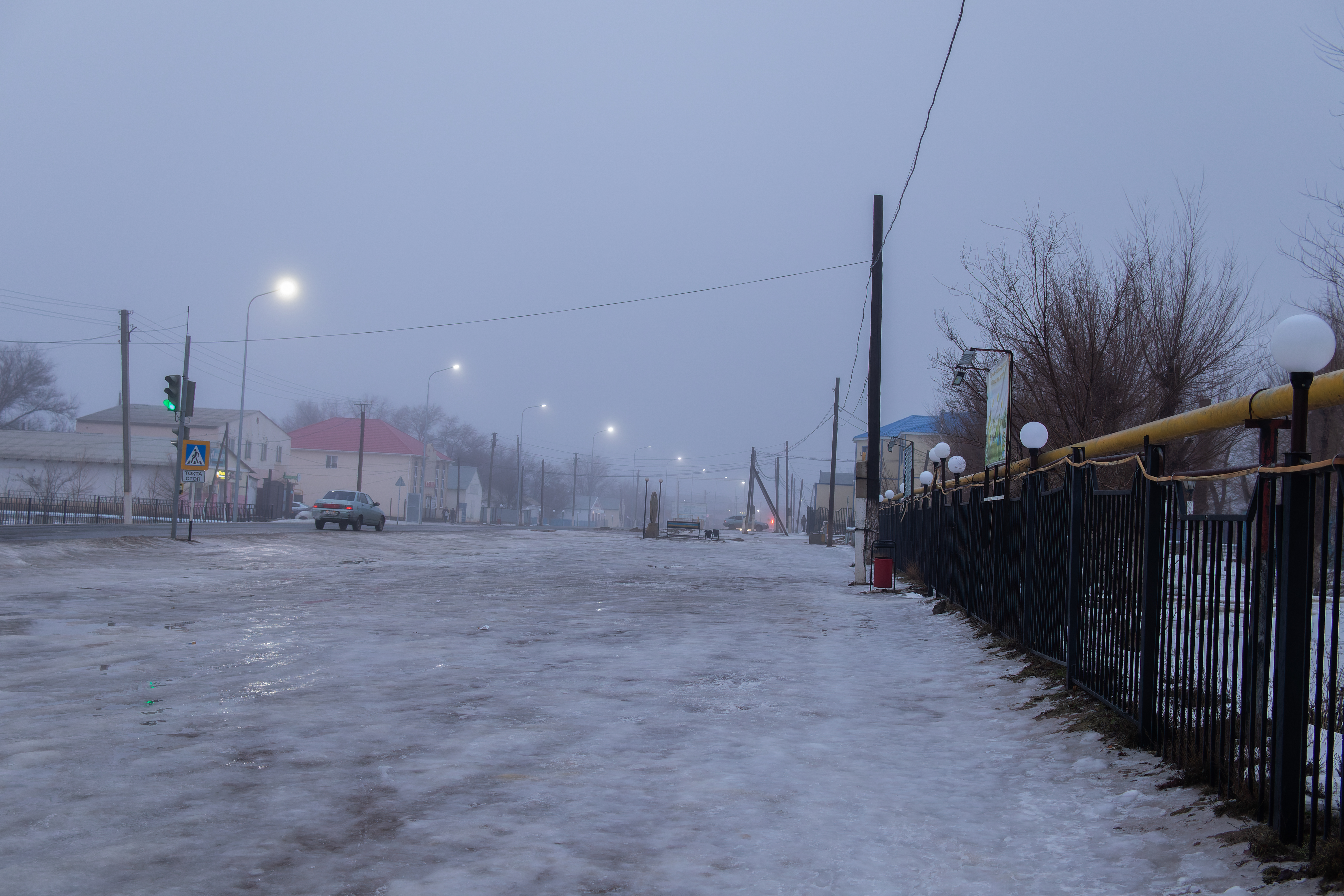

## Галерея

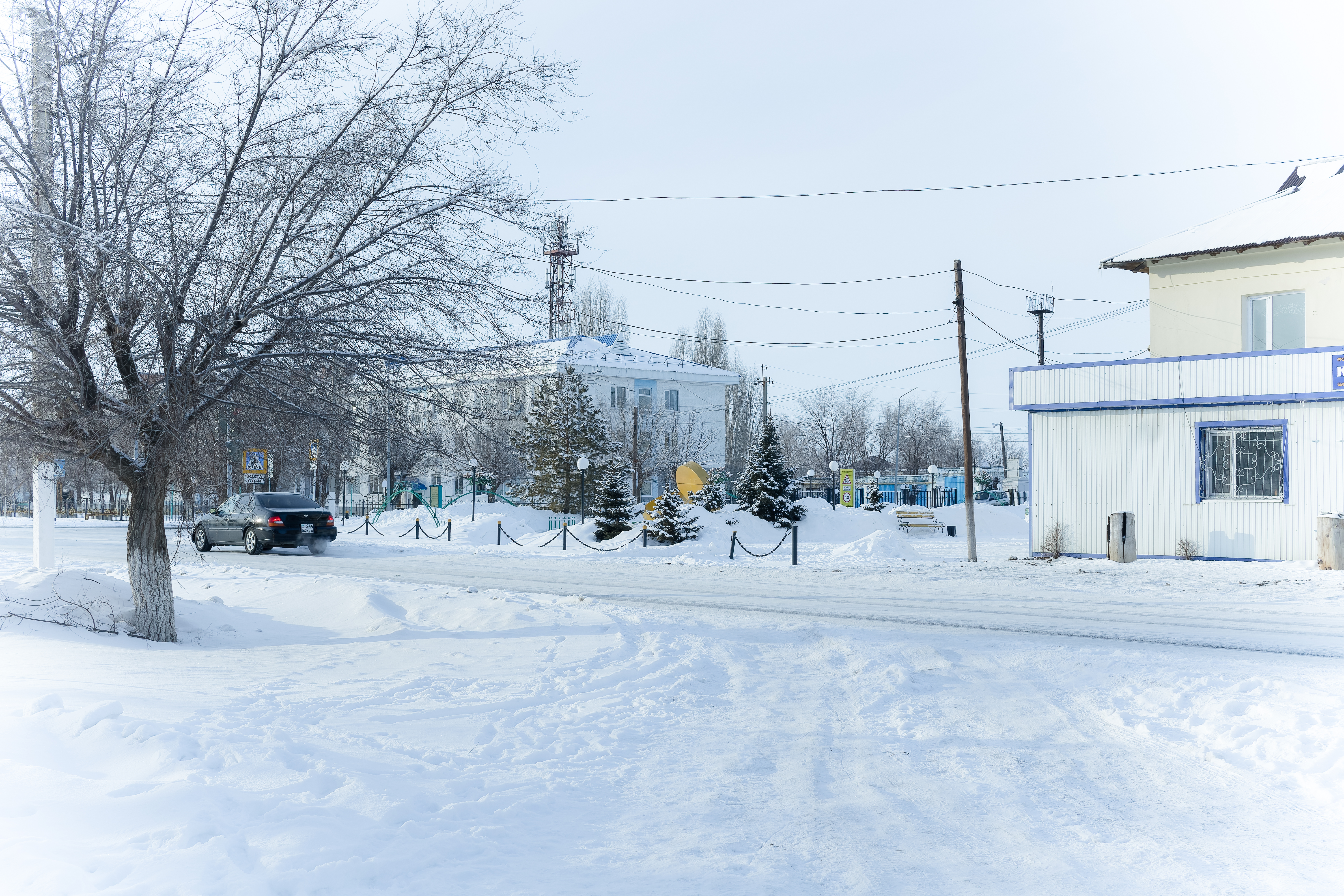
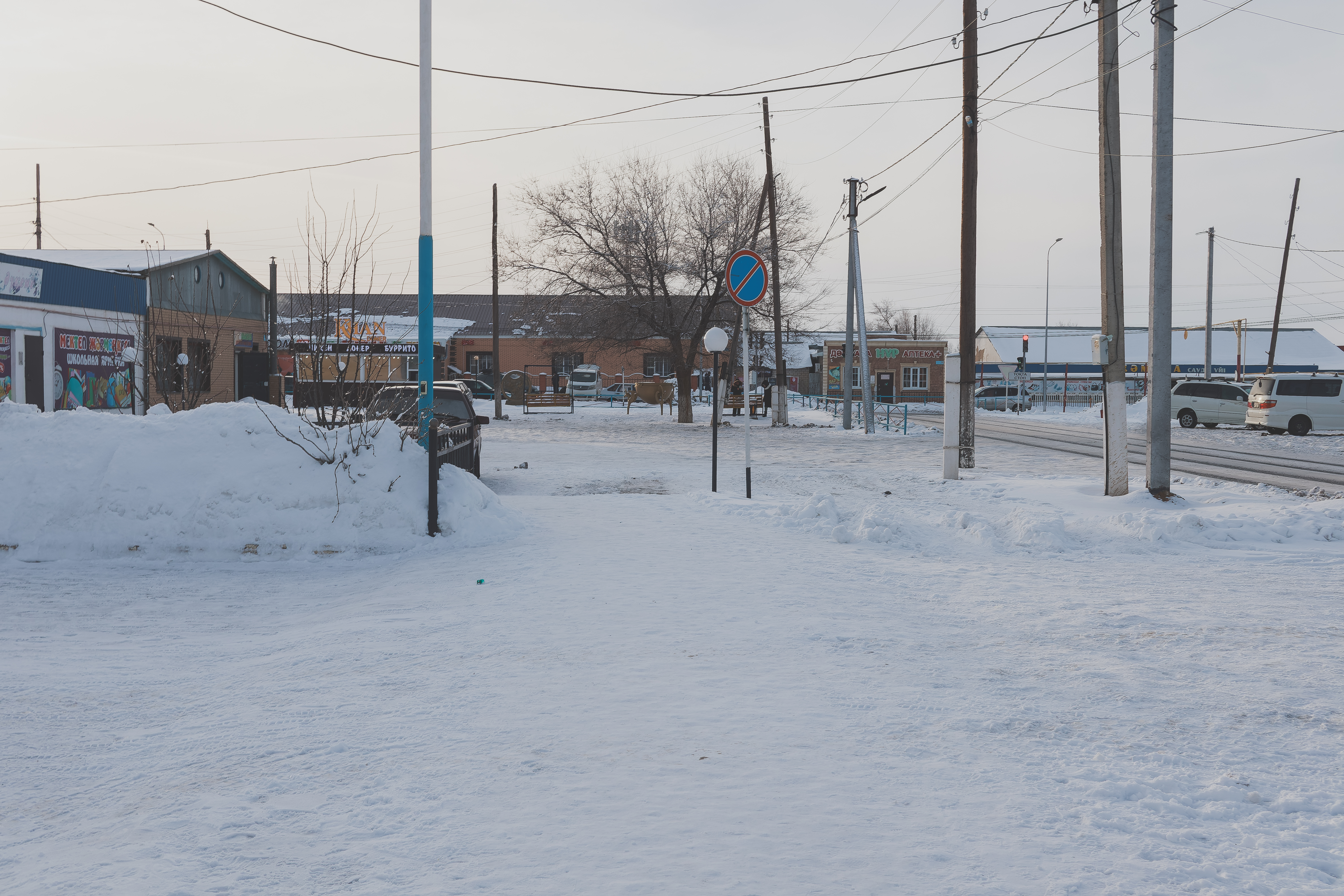
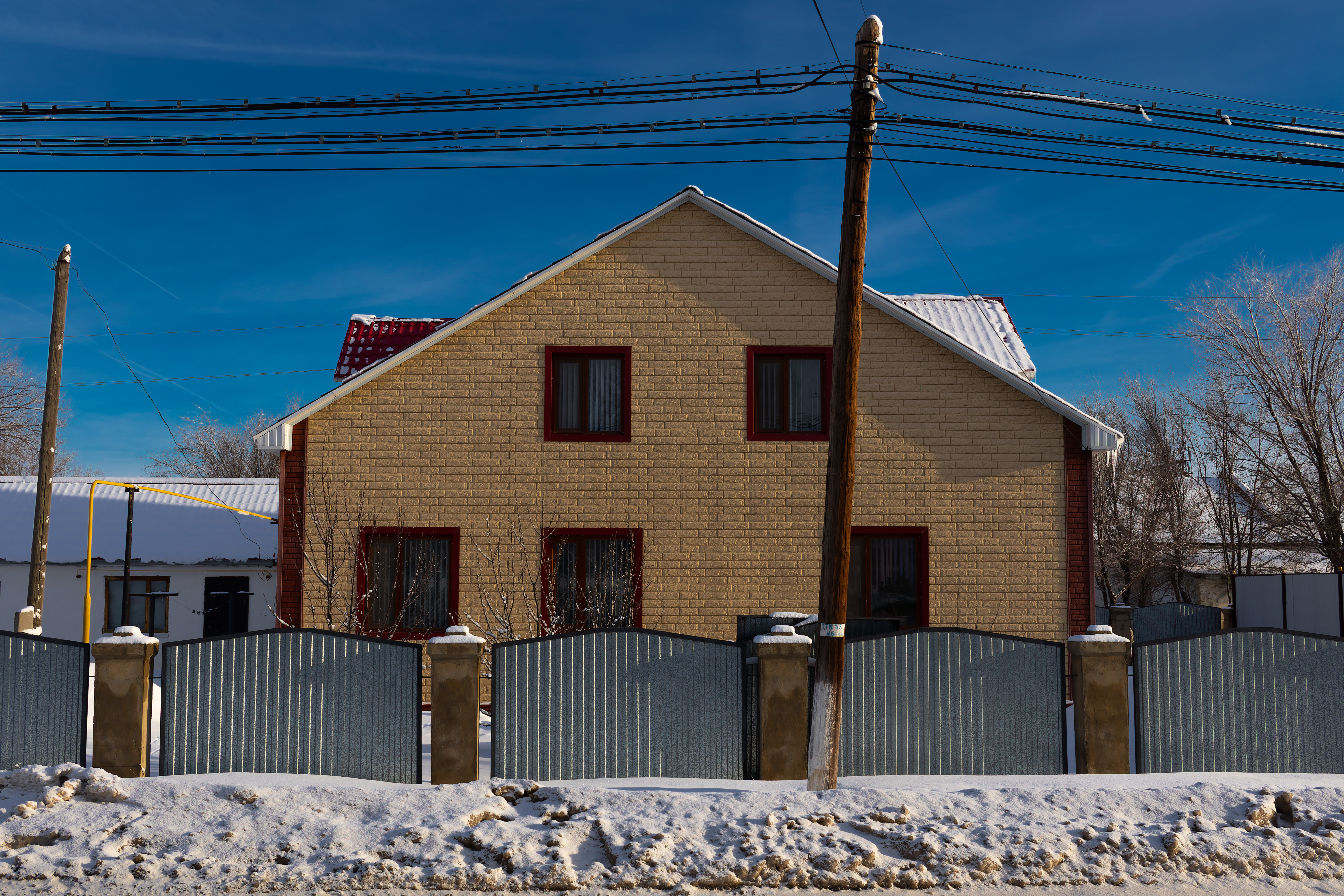
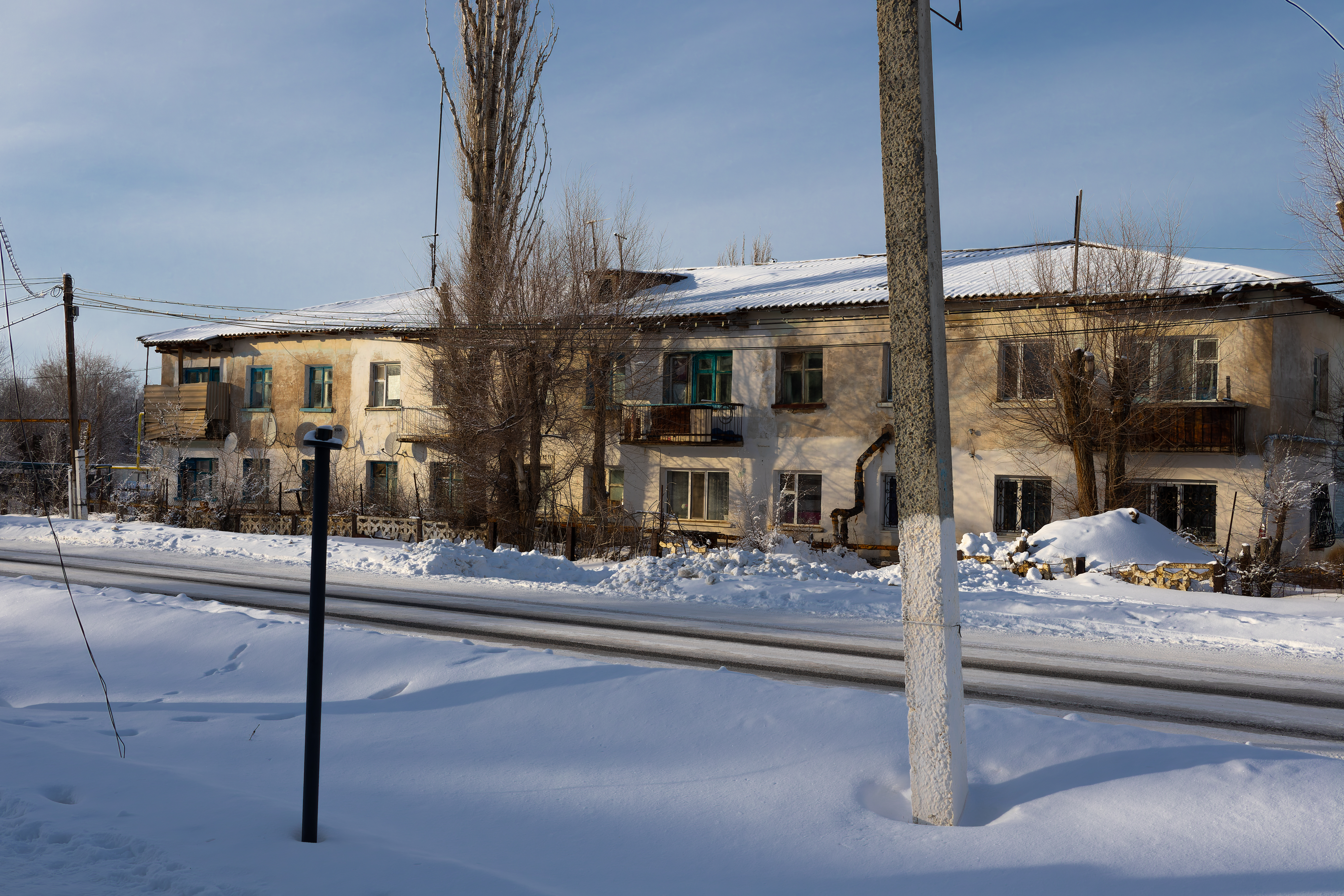
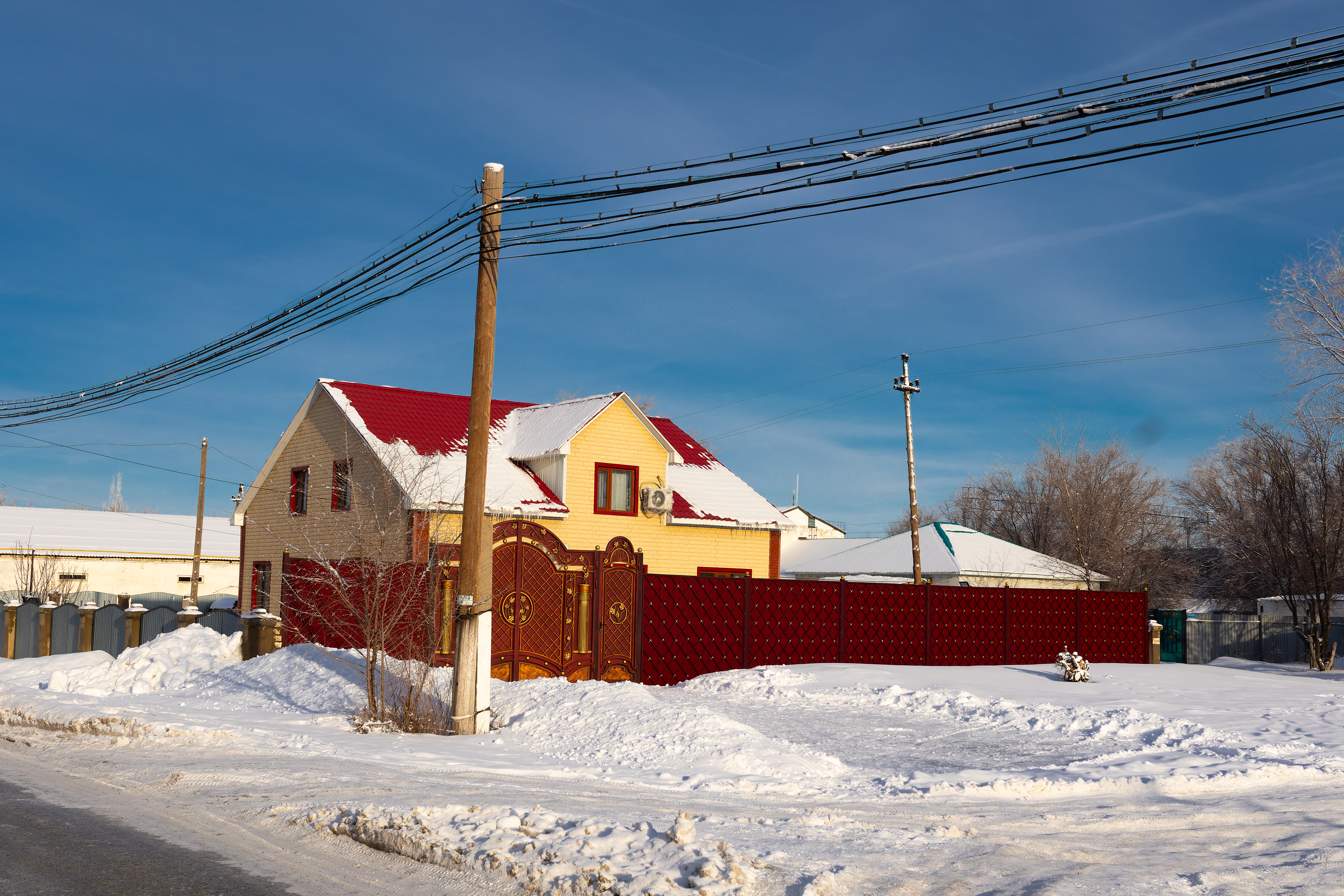
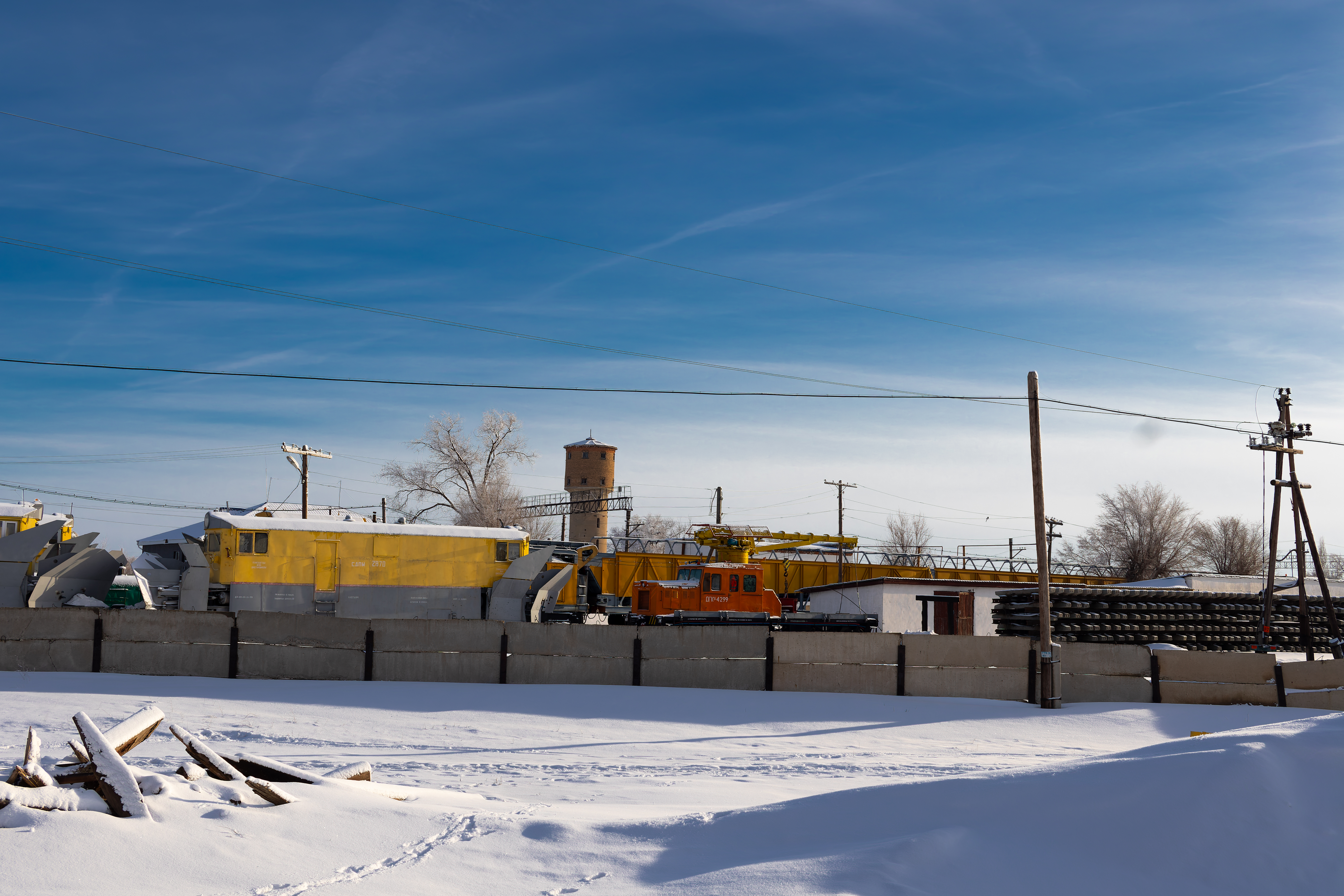
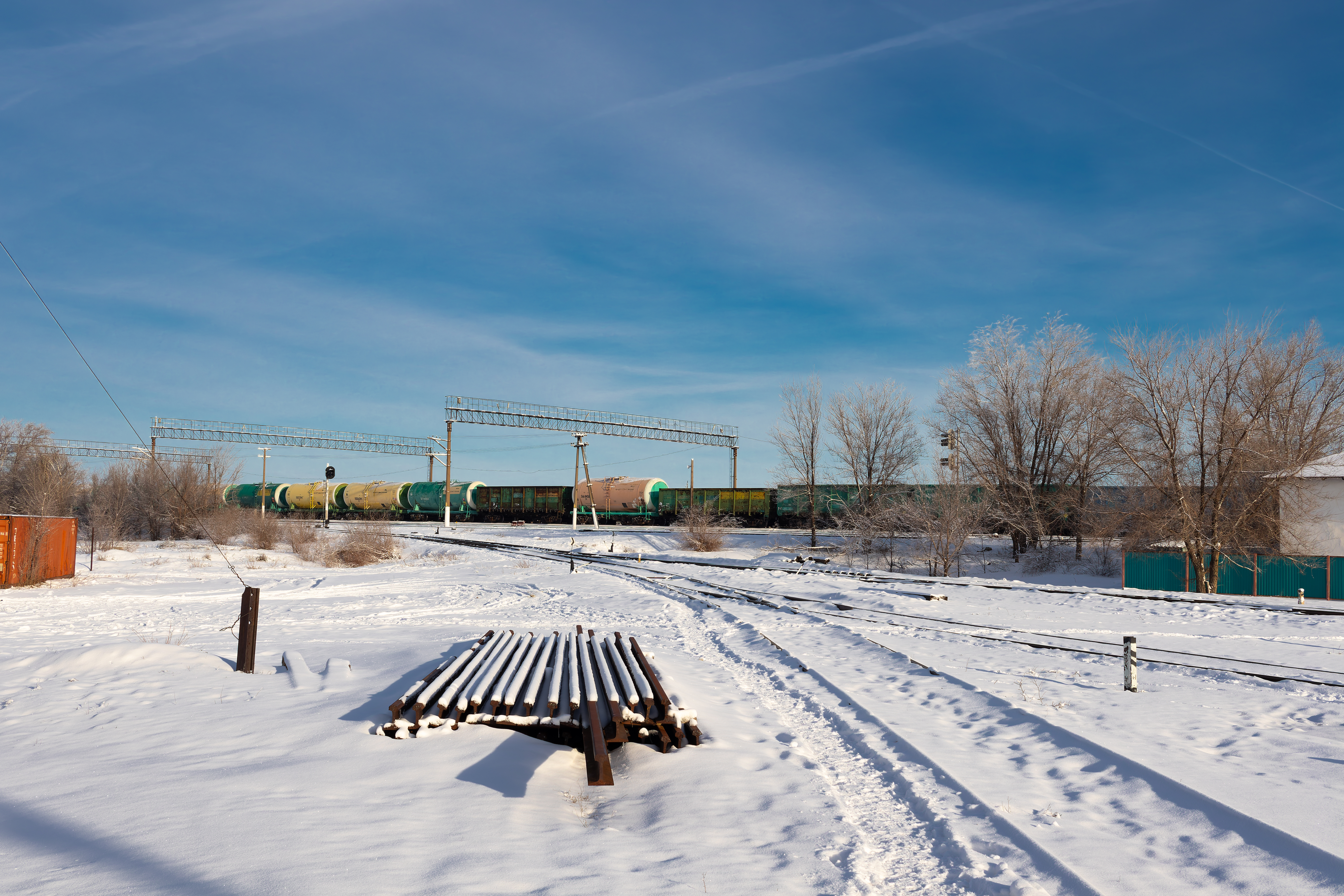
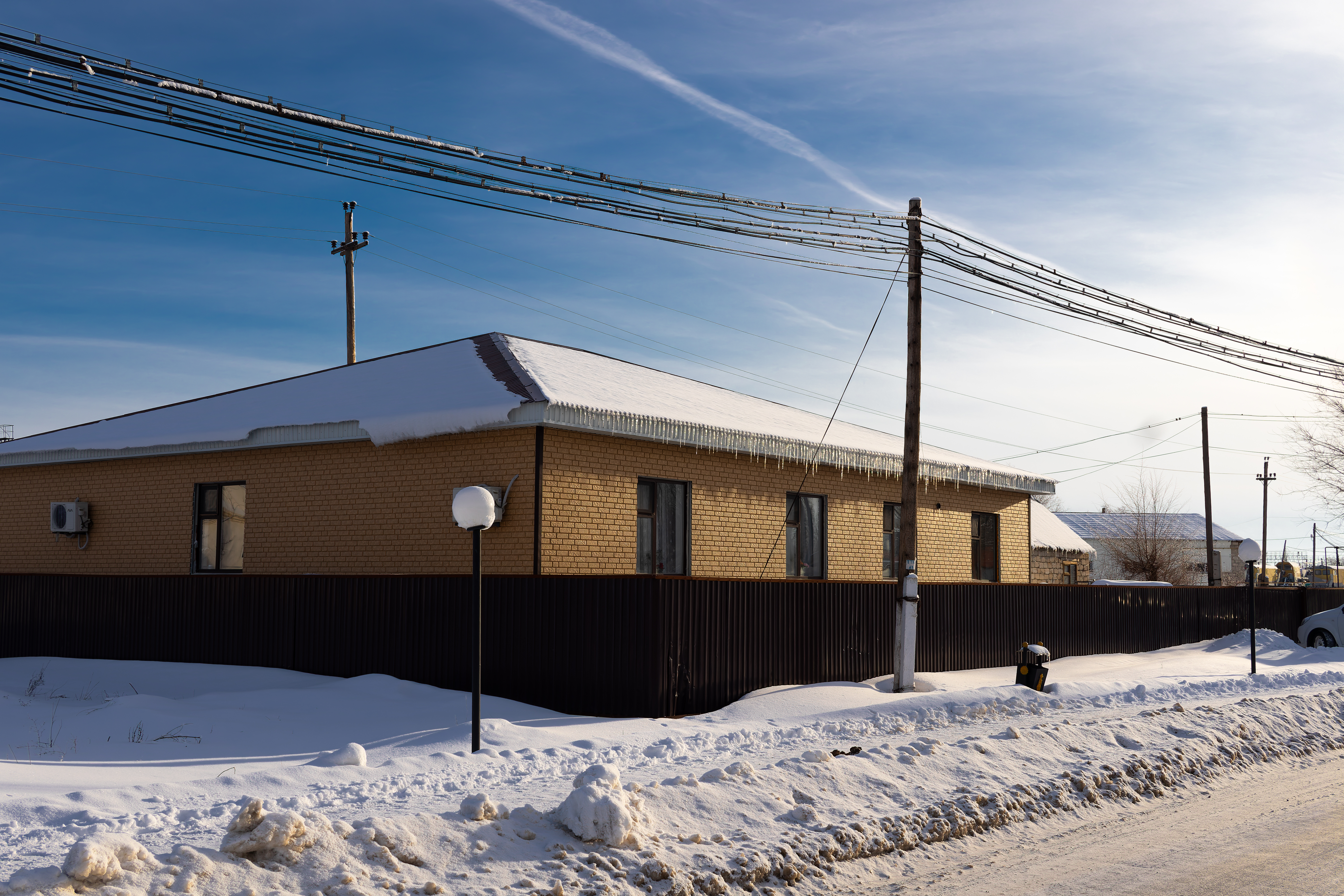
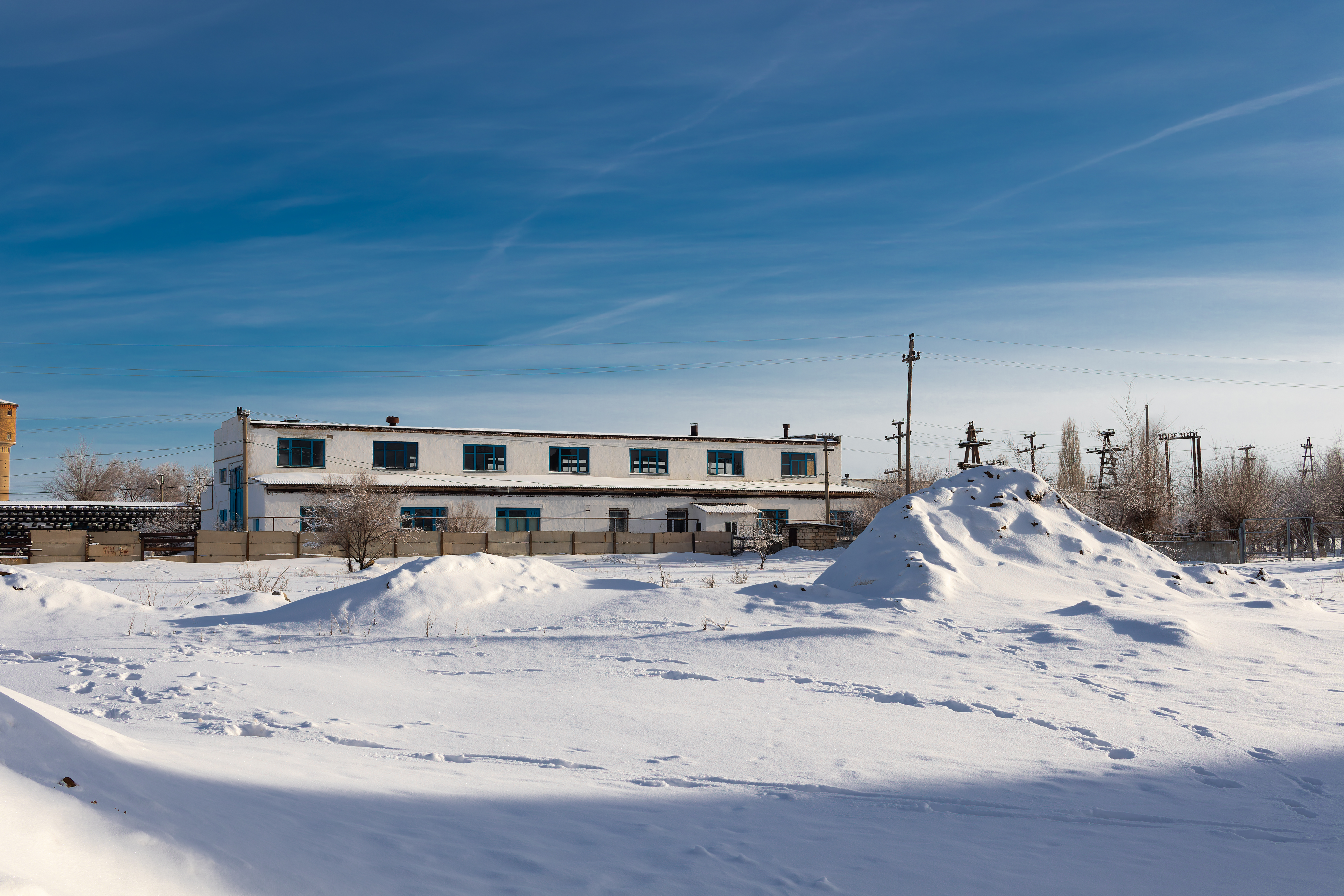
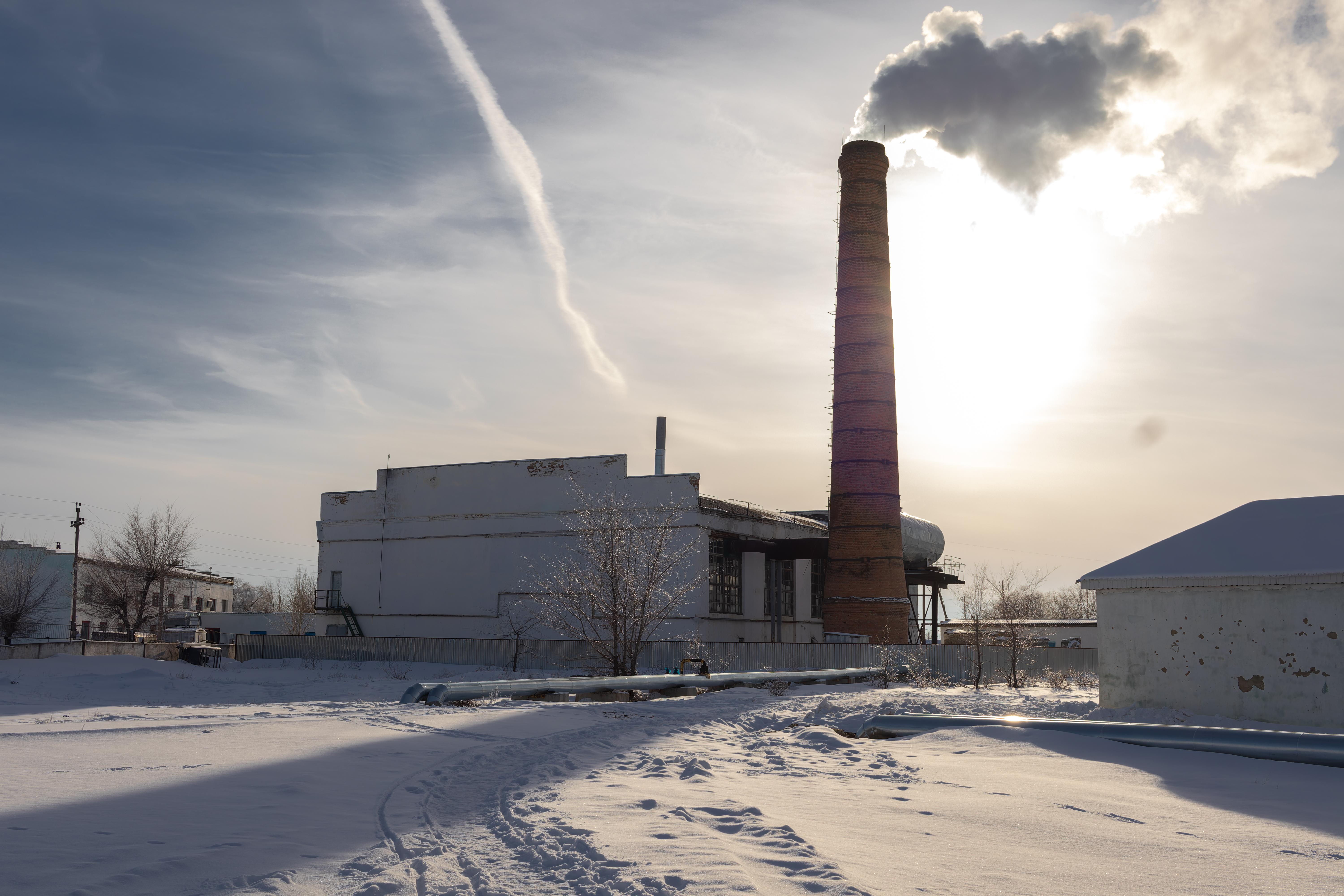
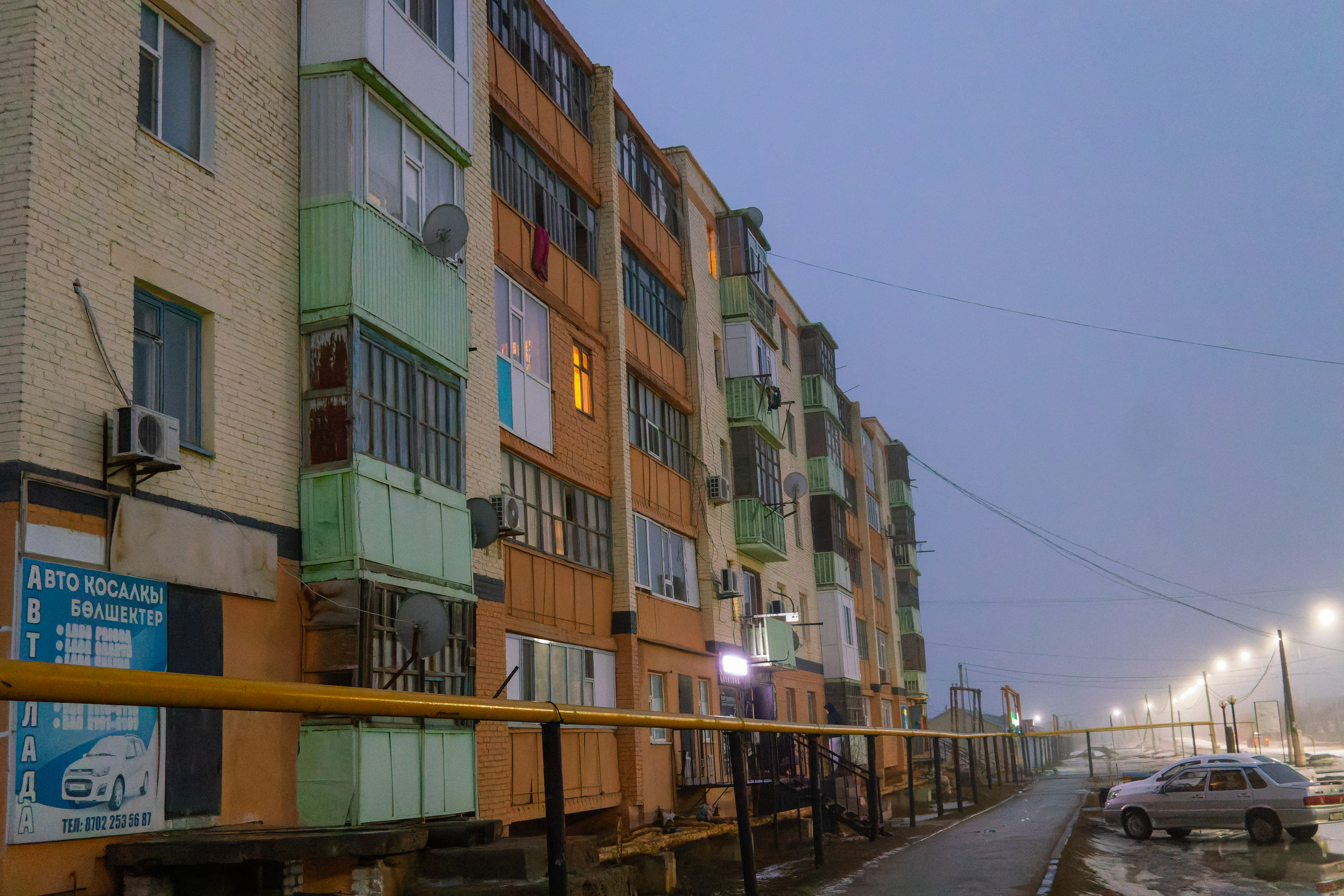
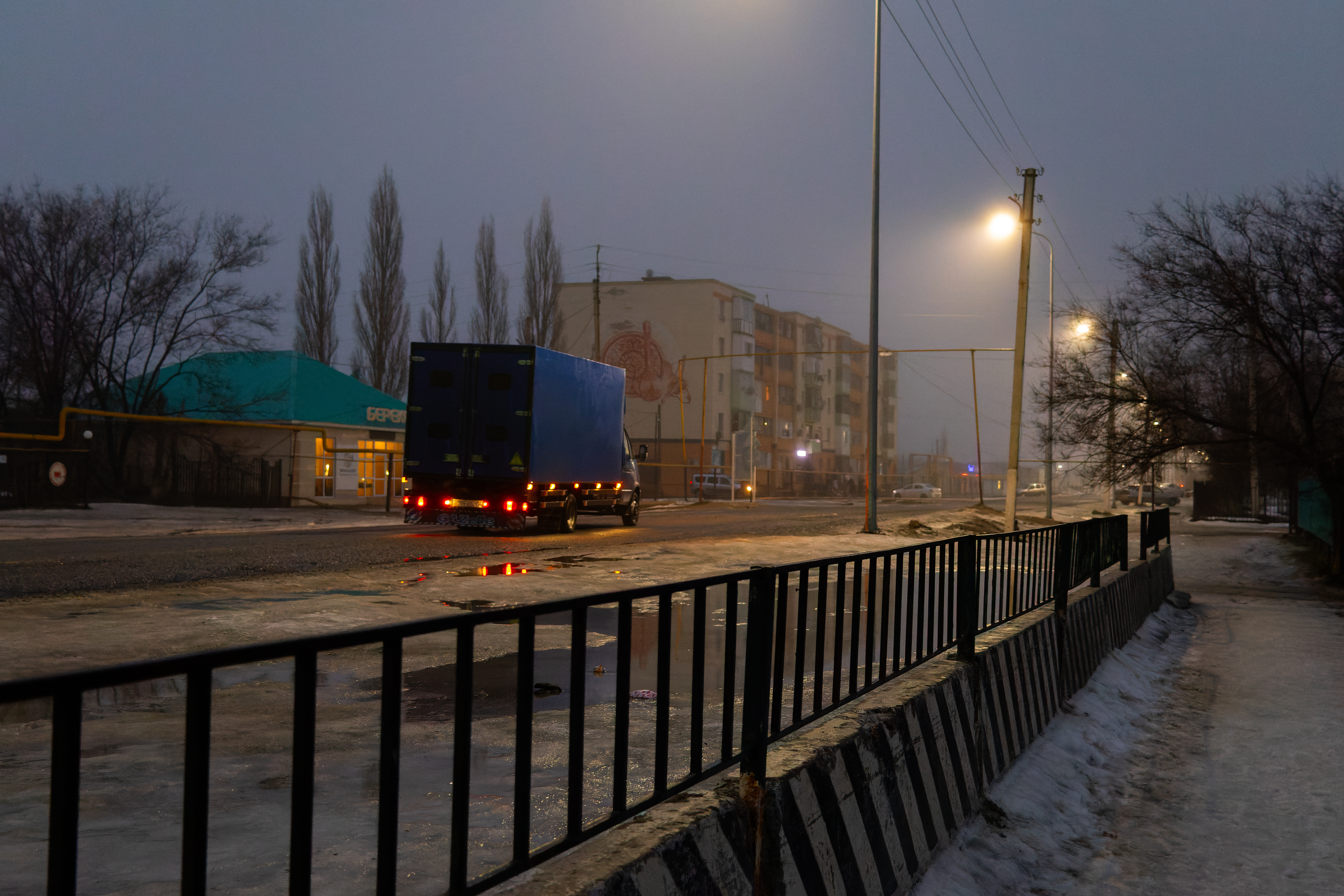
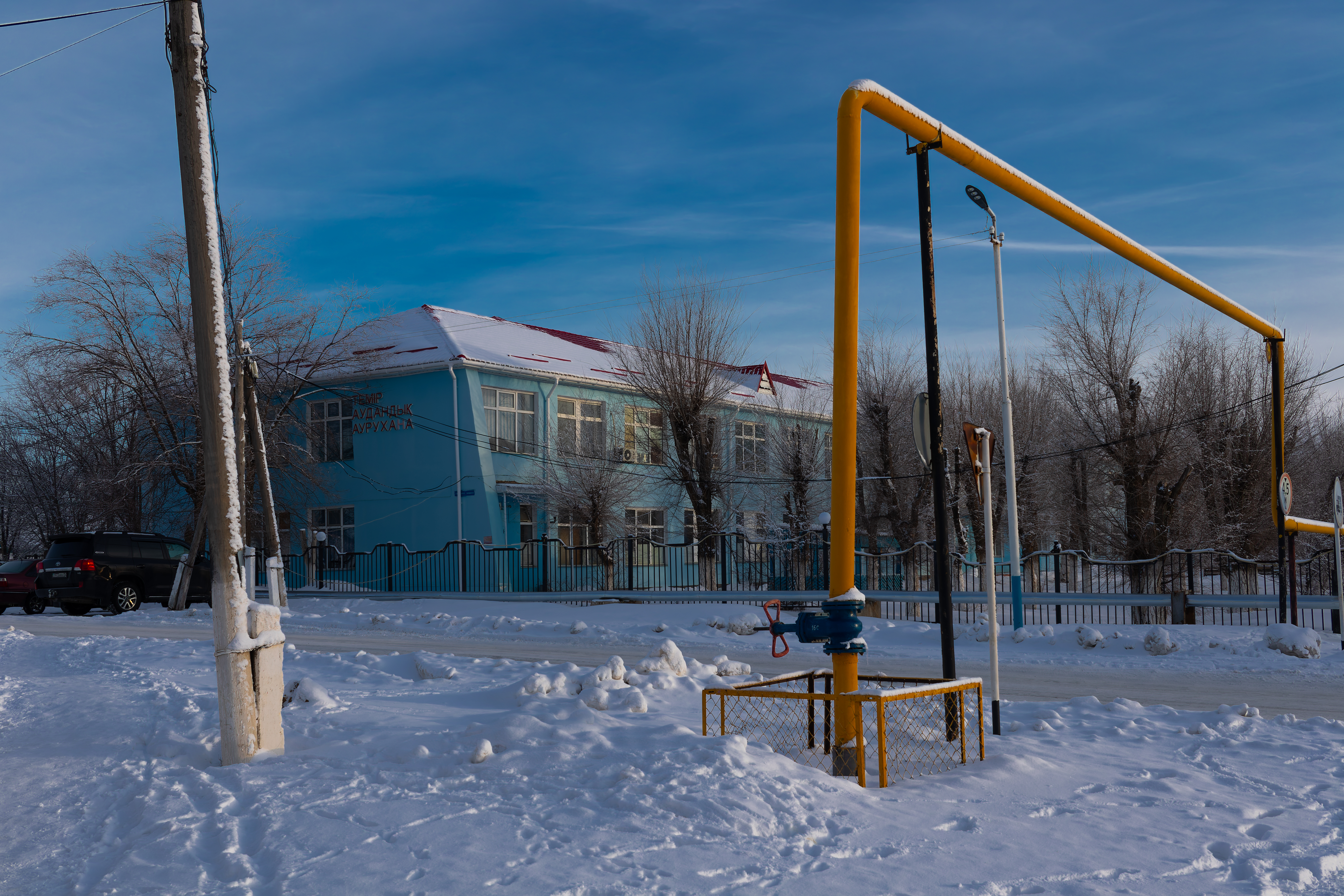
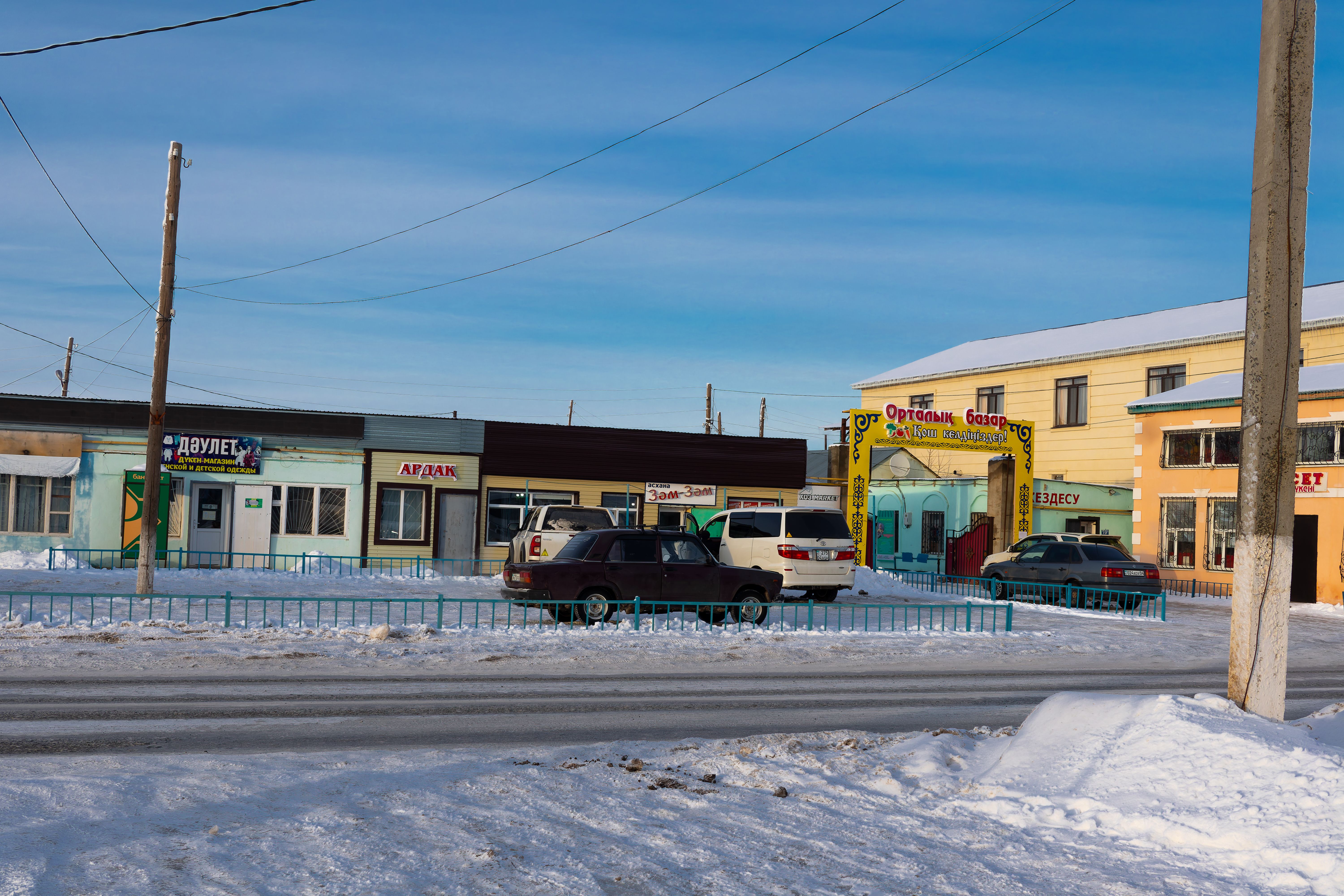
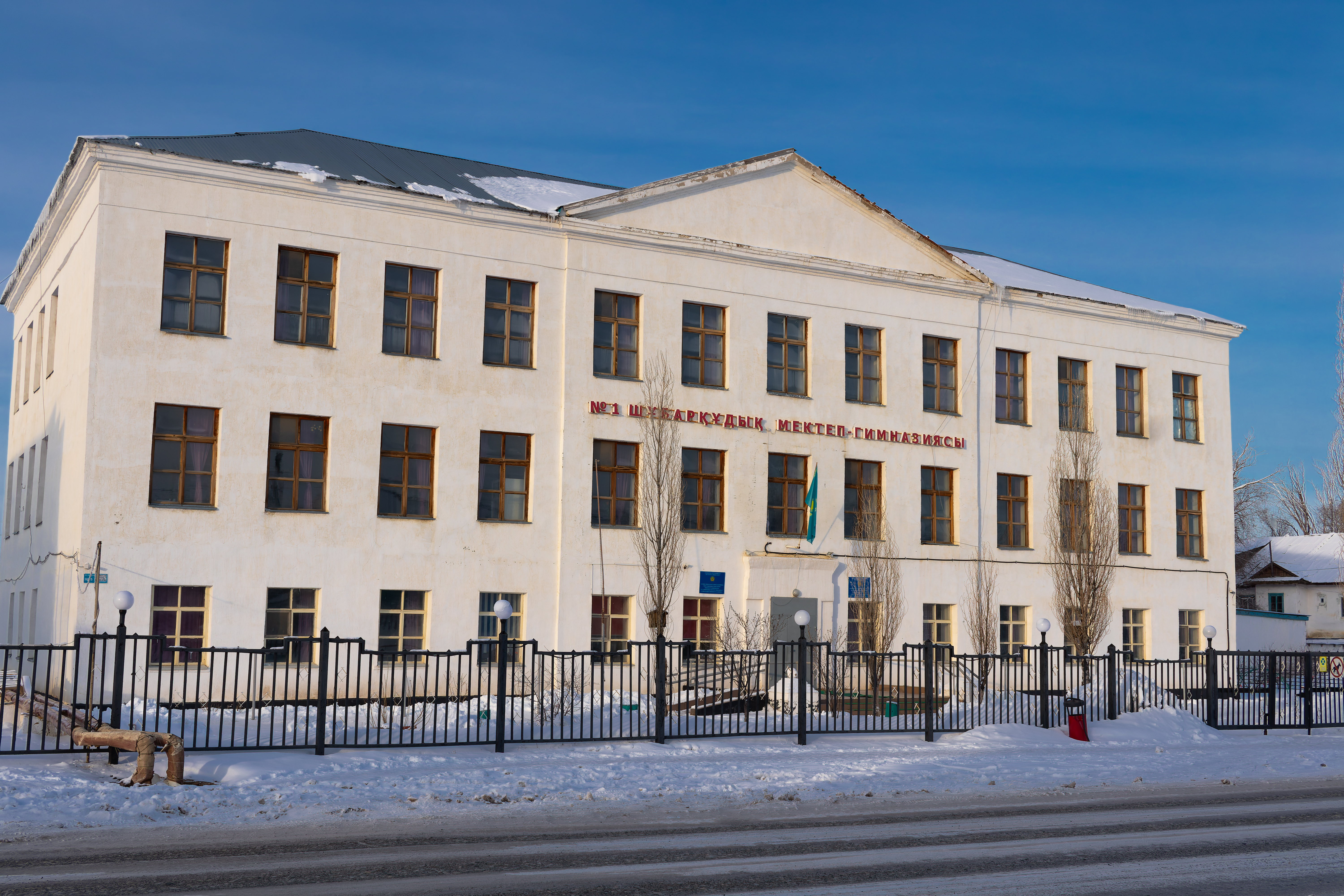
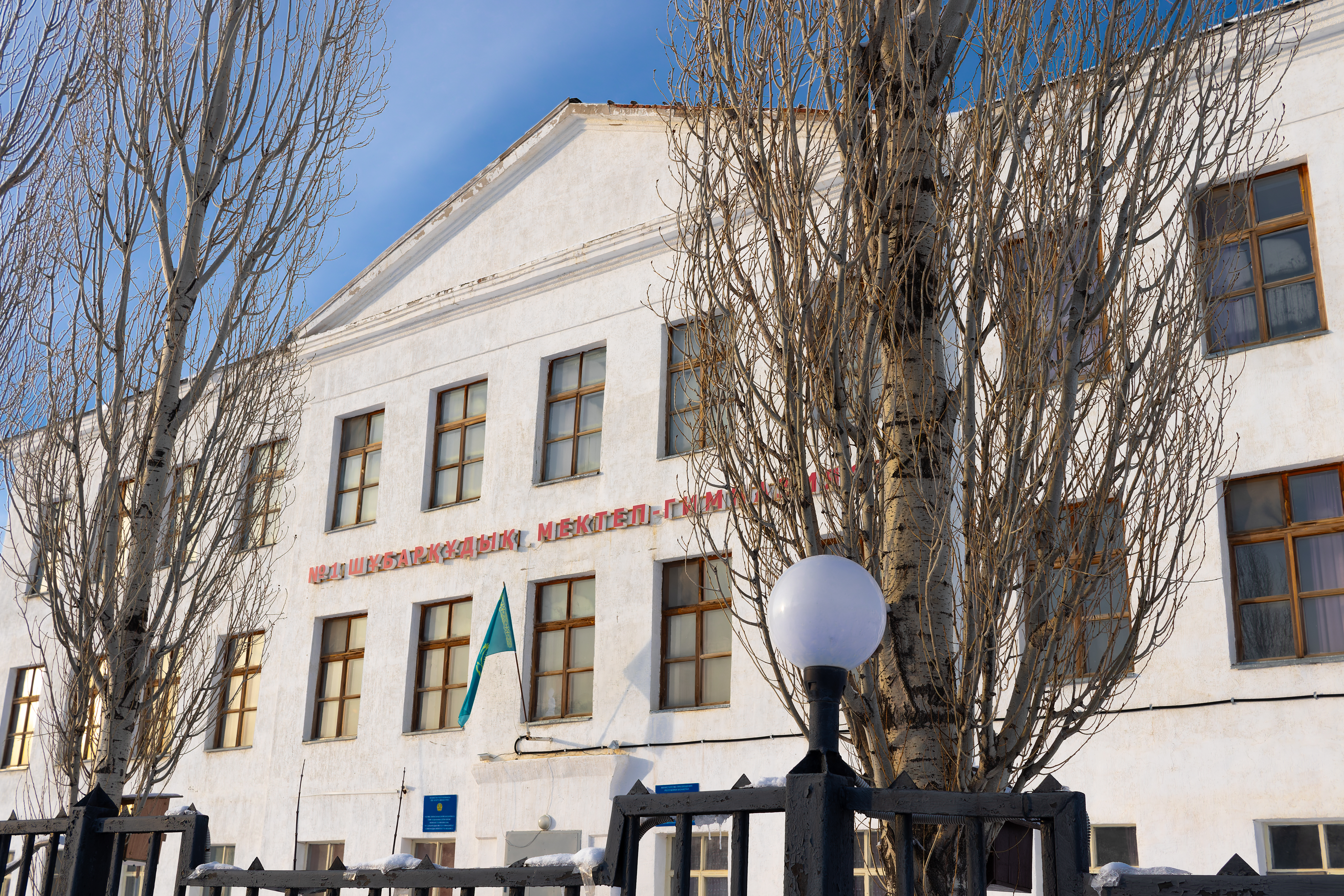
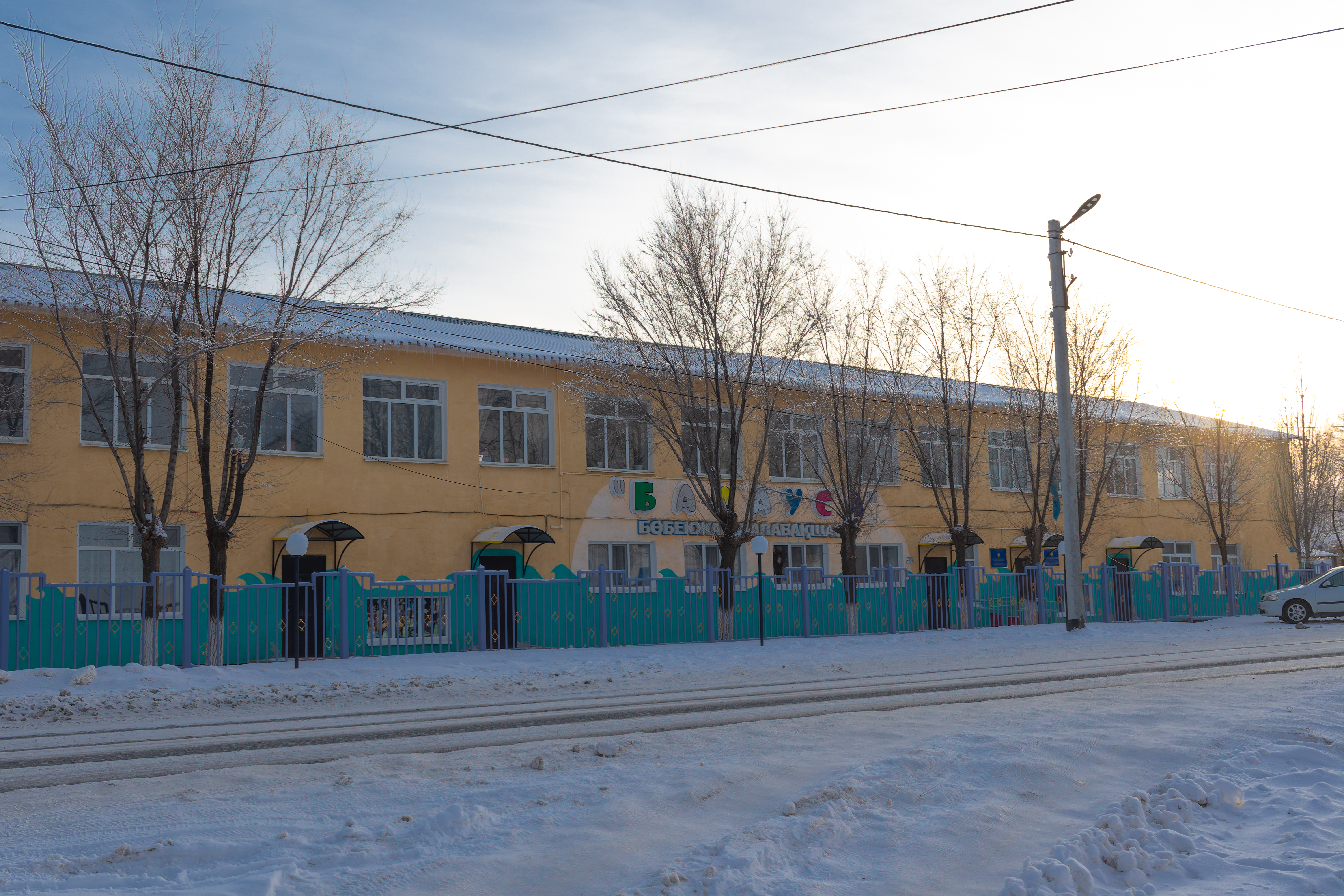
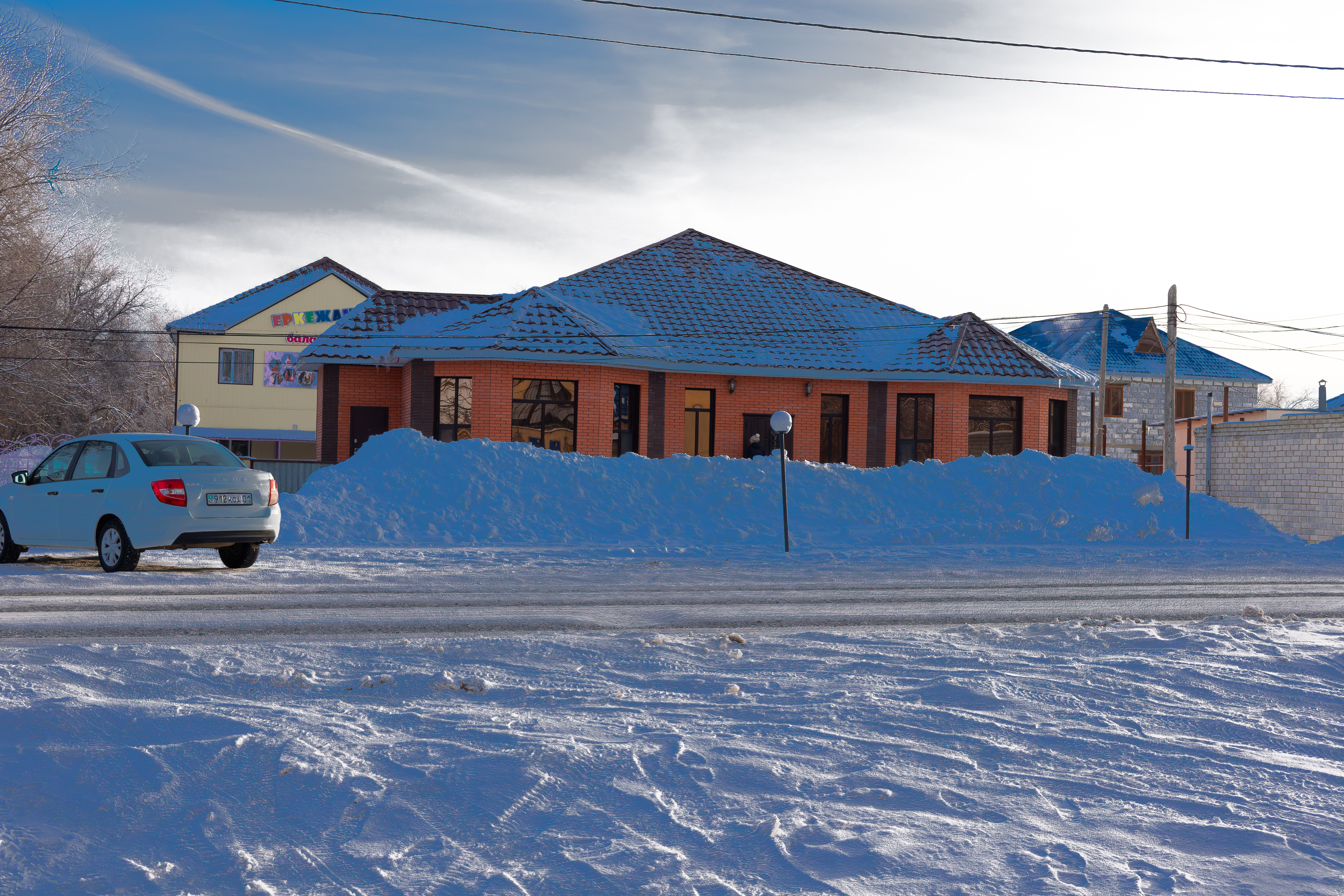
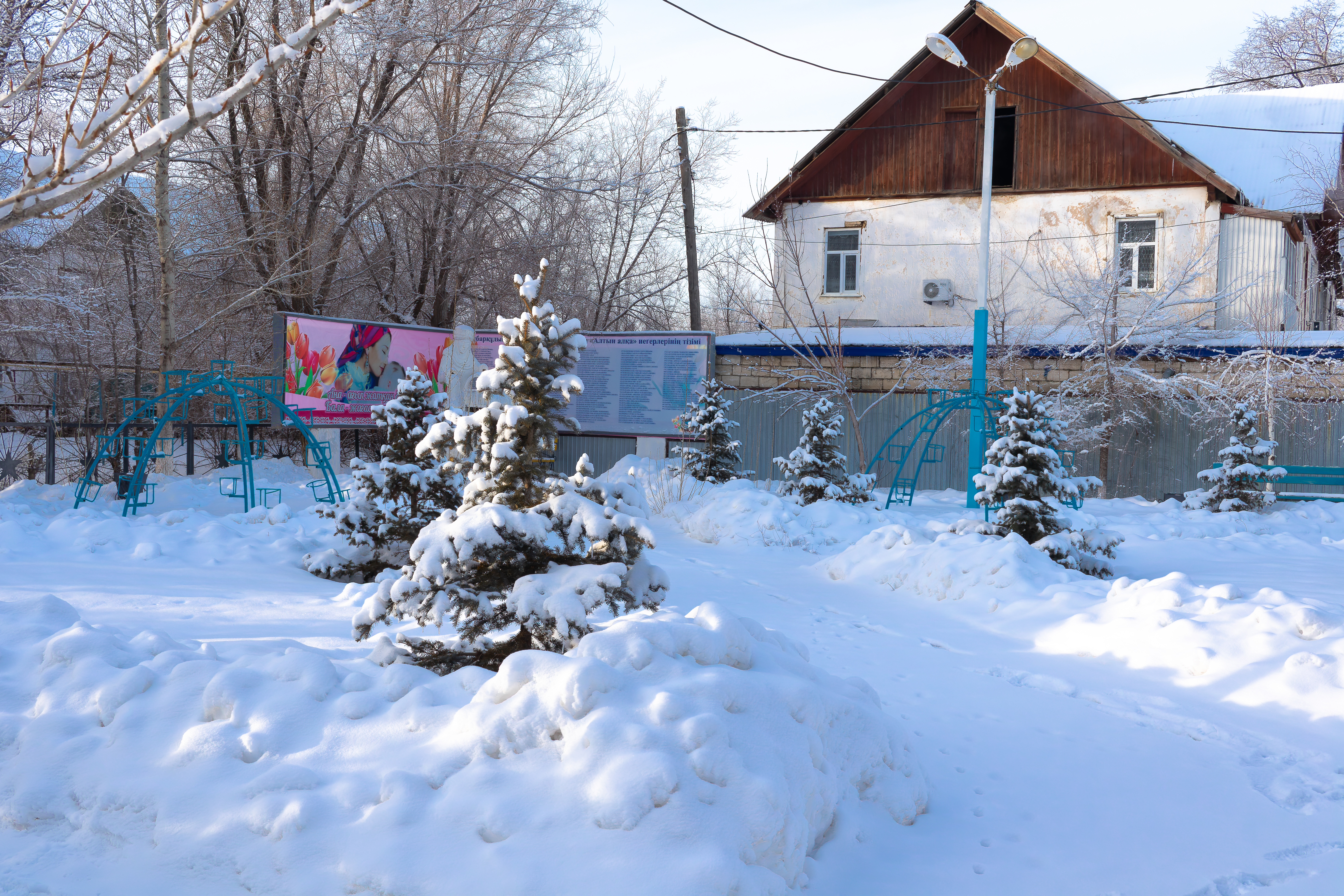
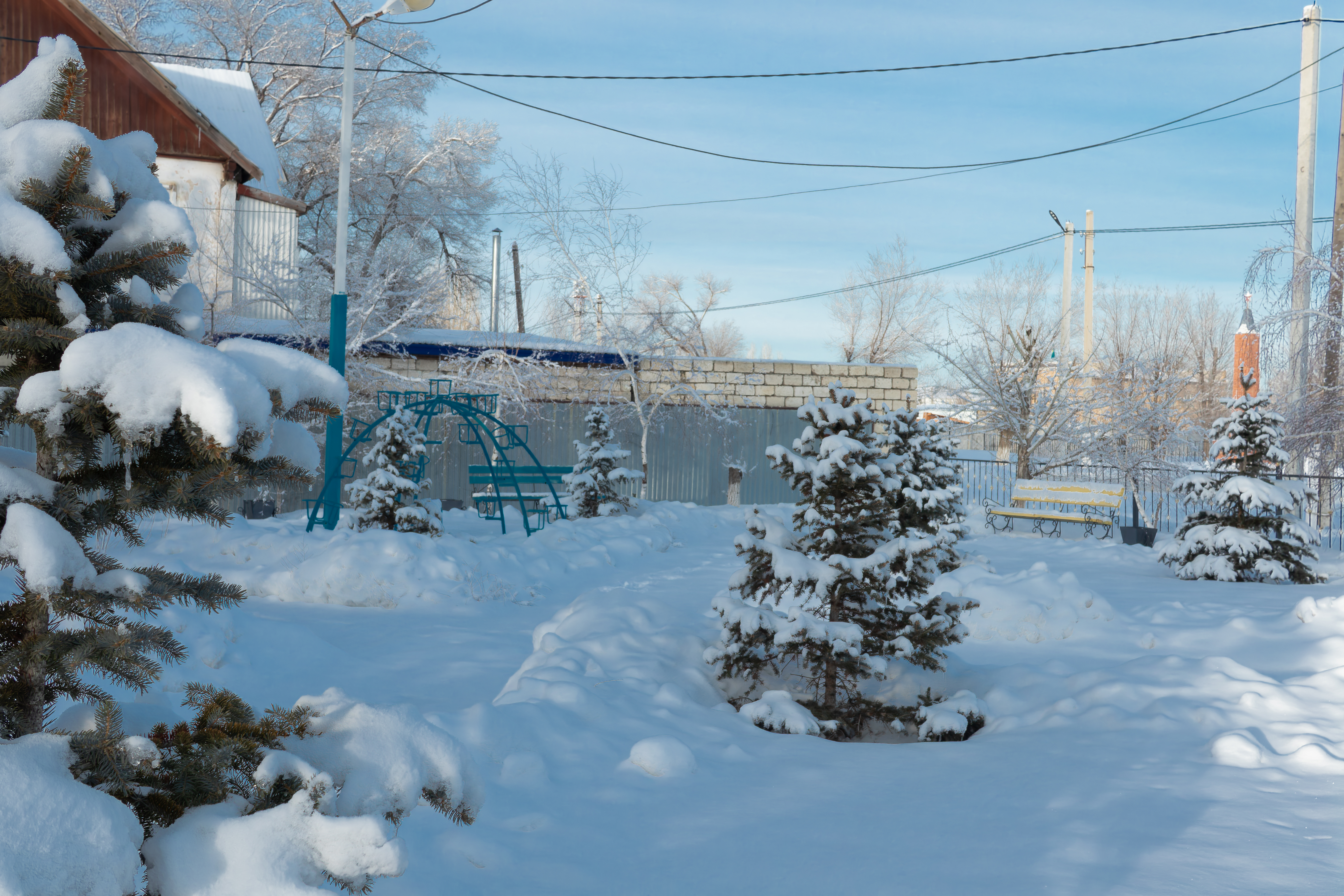
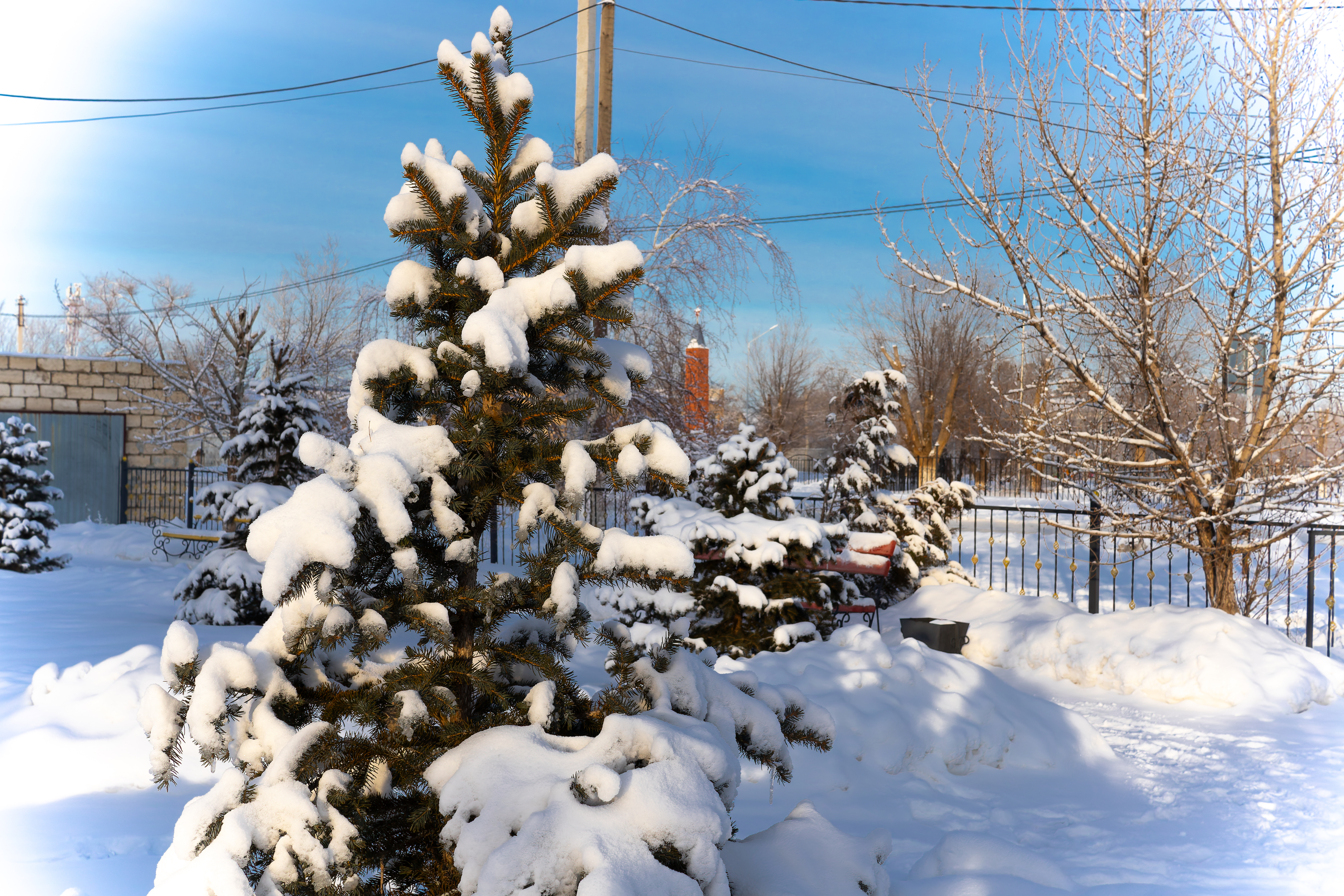
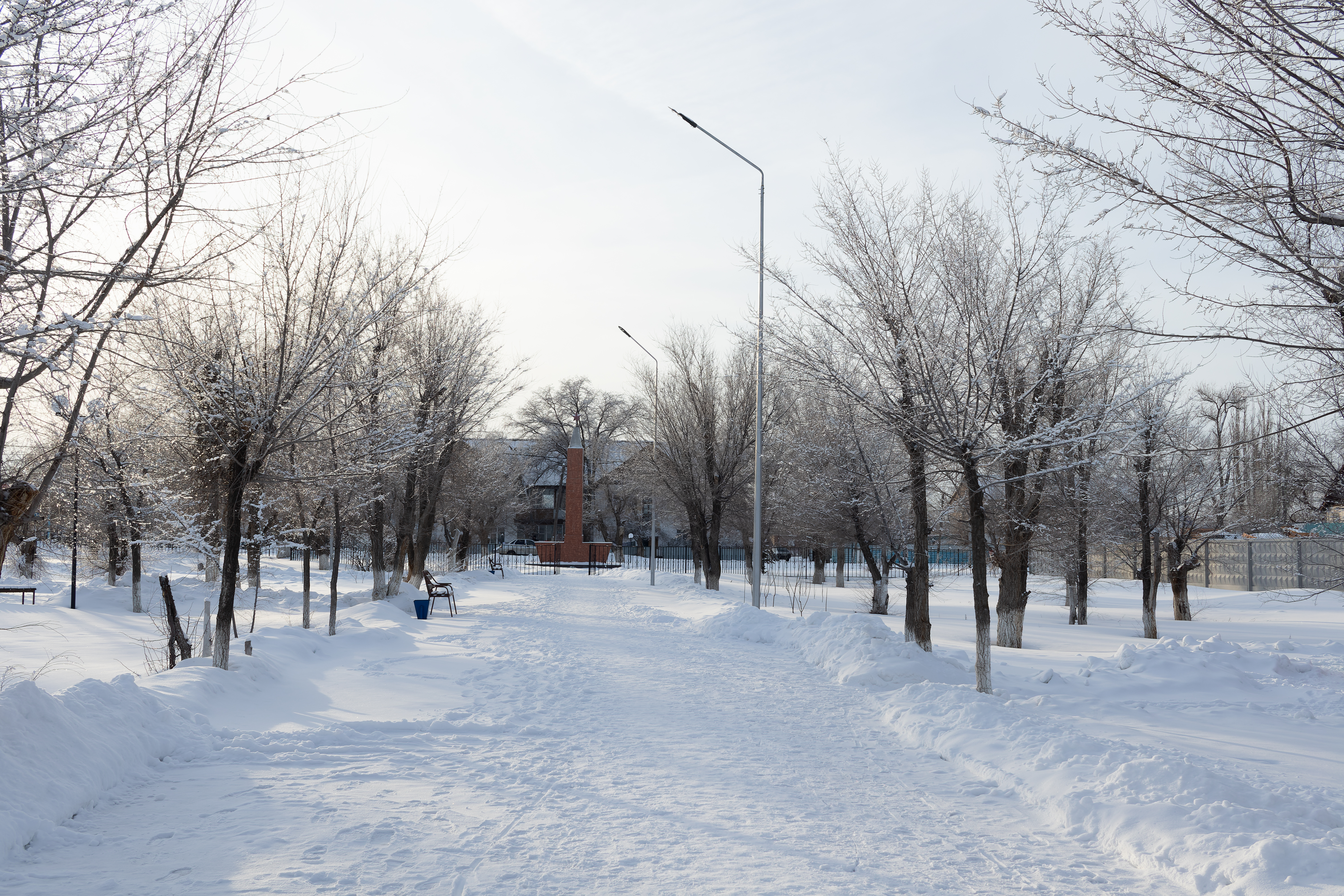
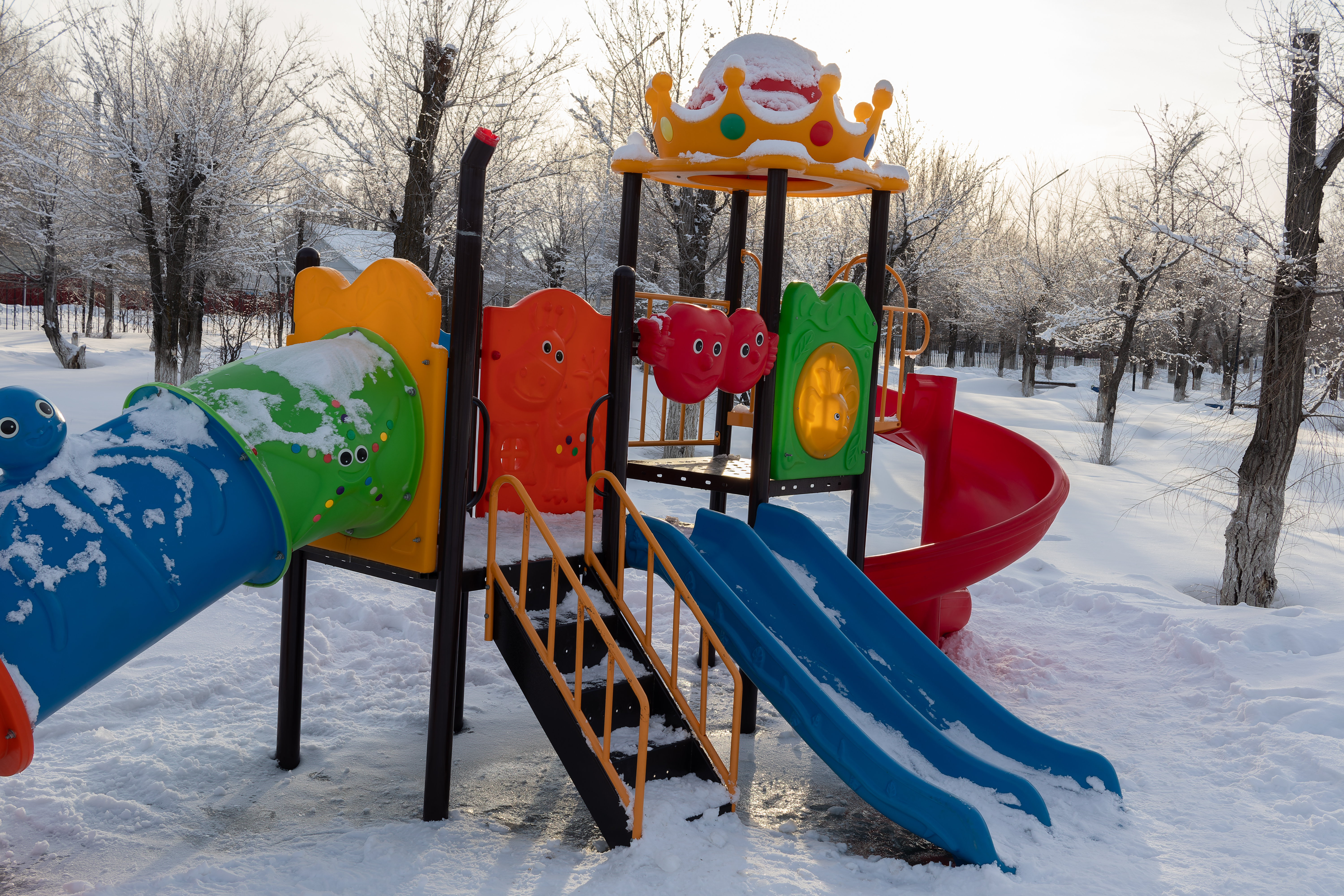
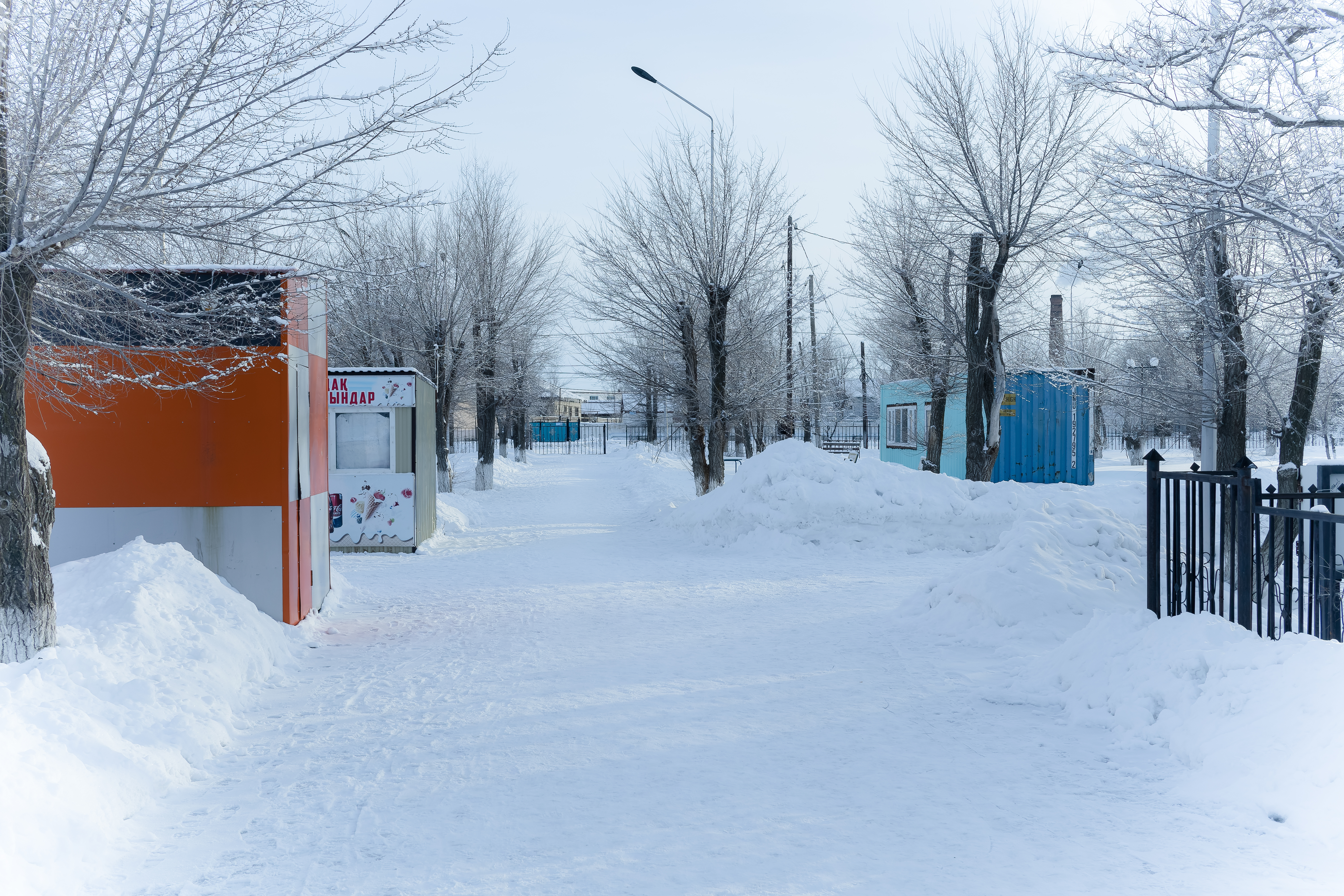
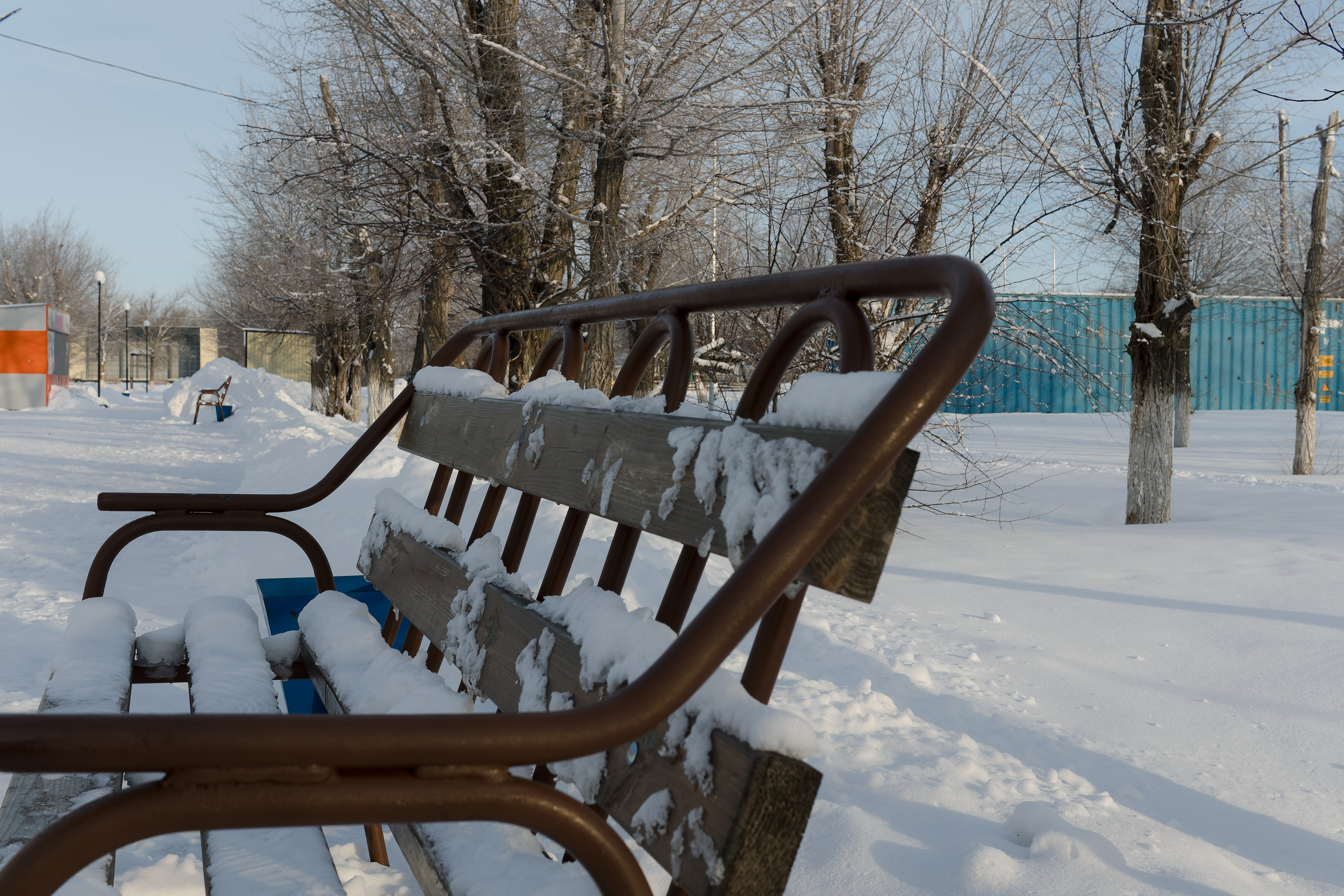
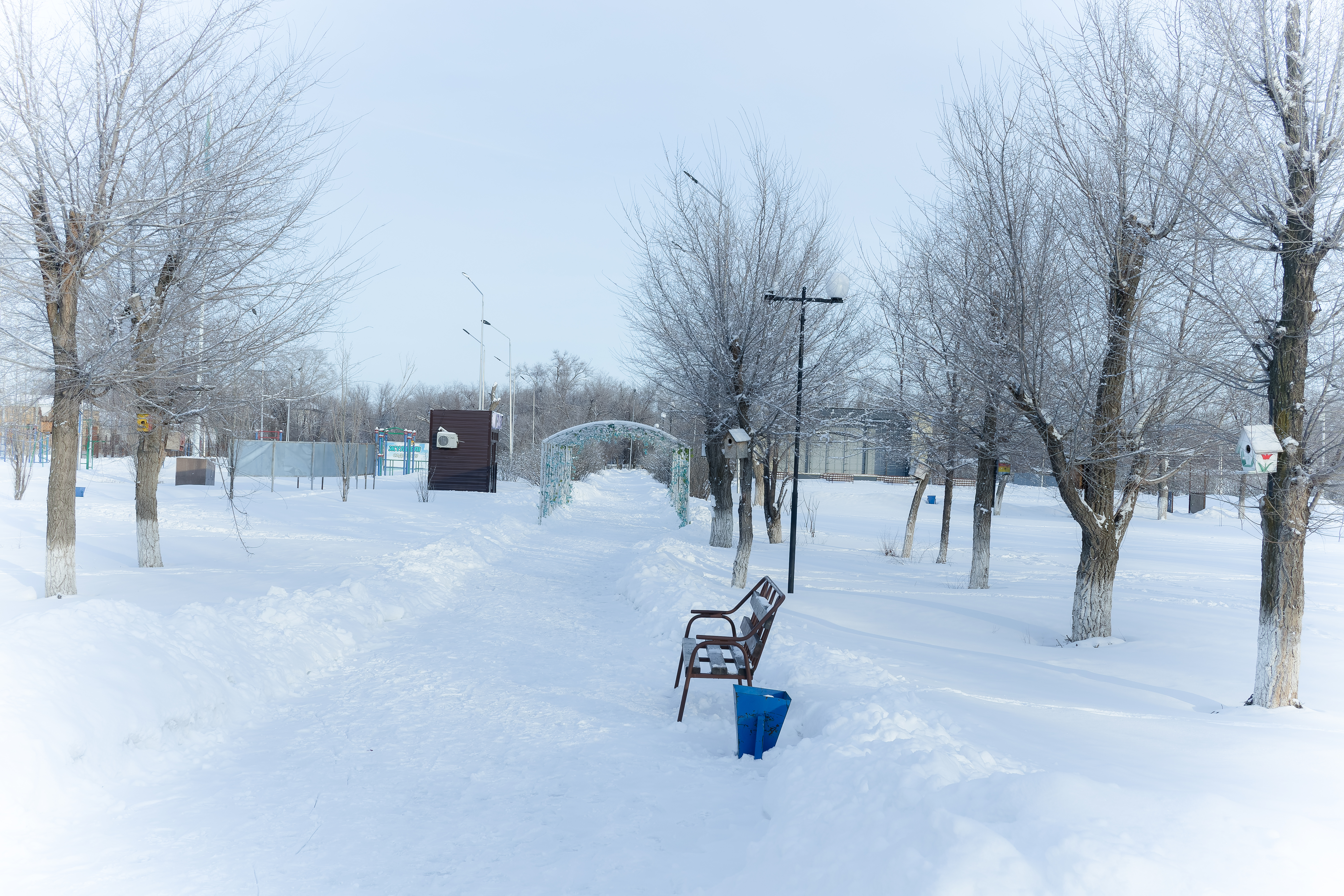
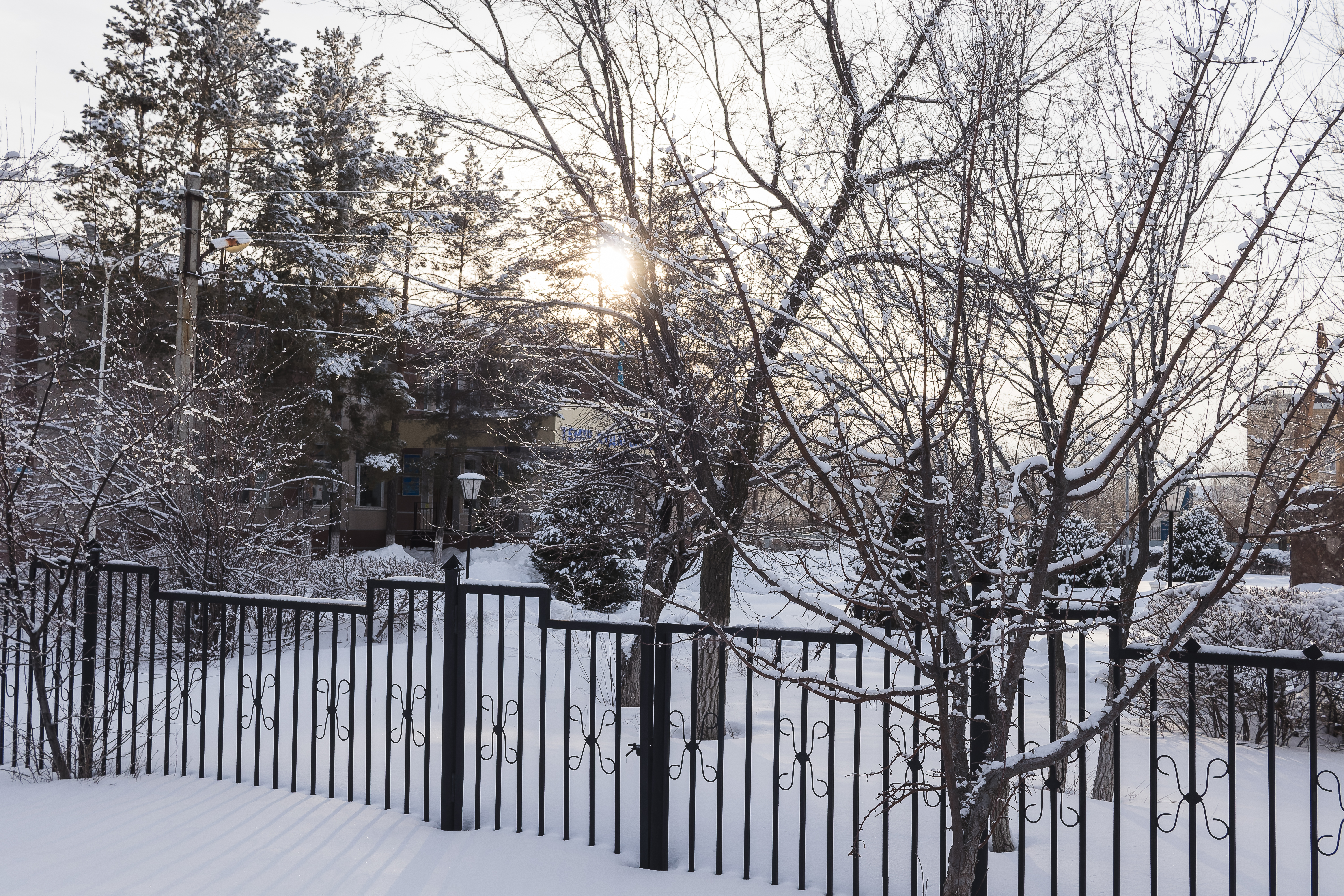
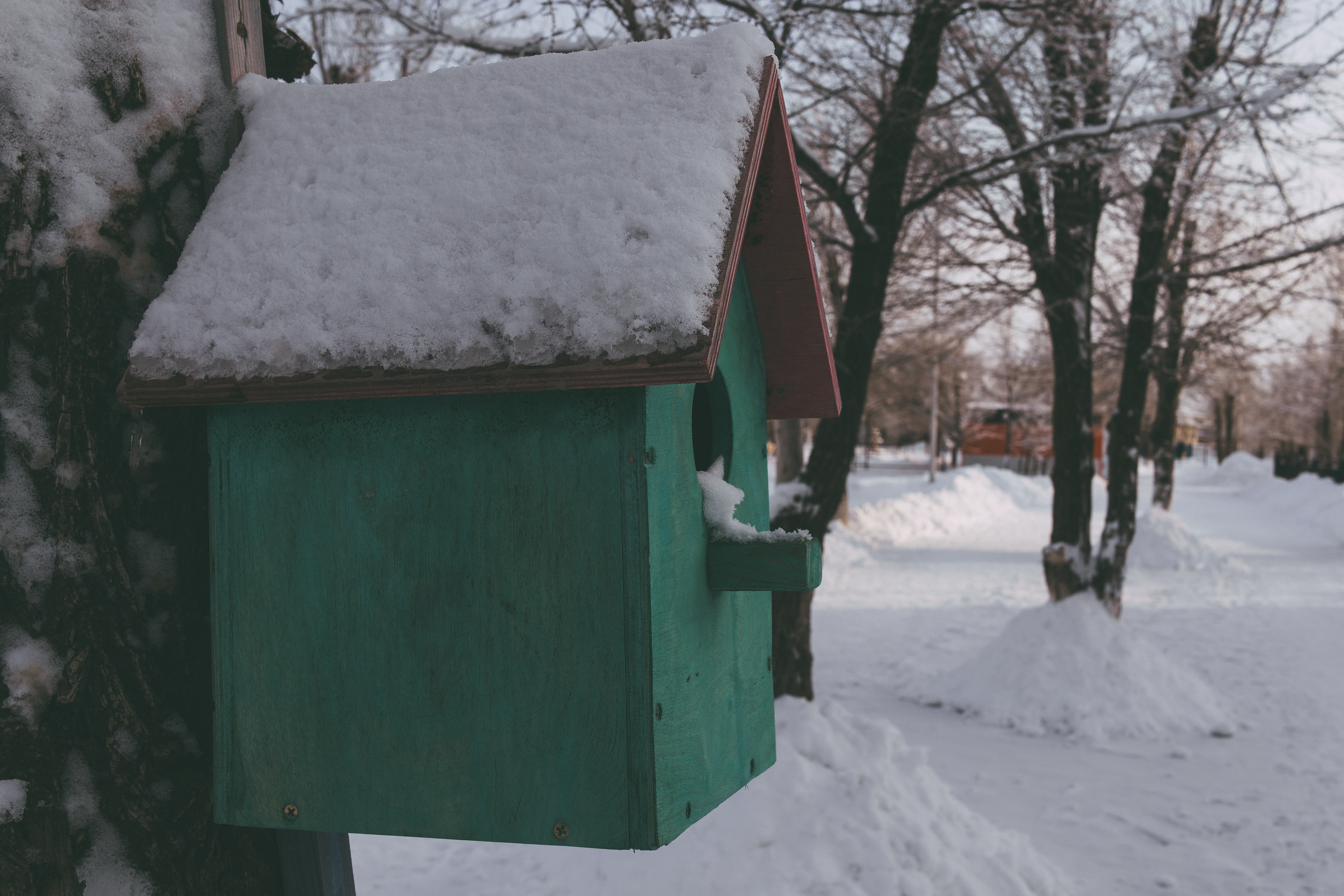
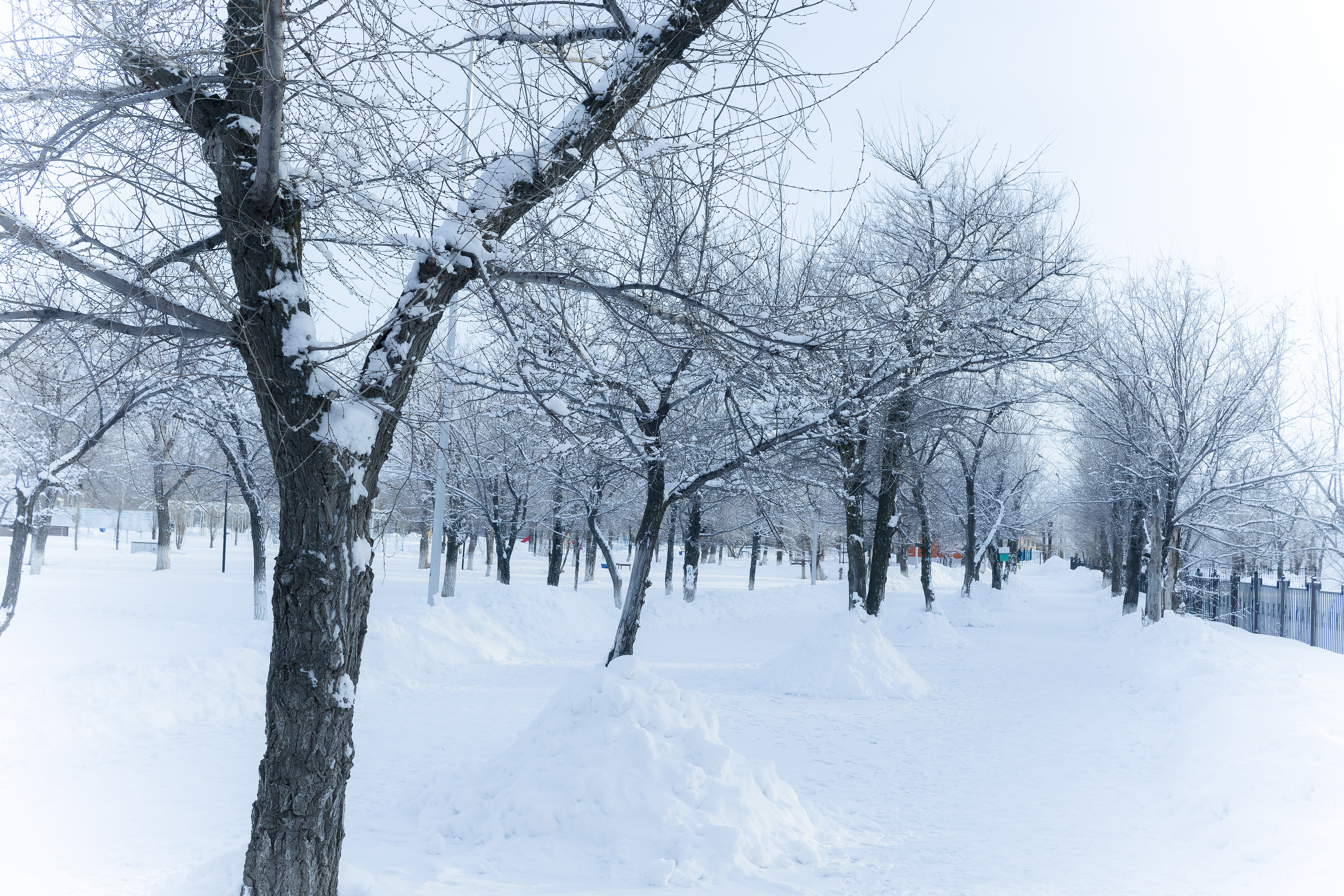
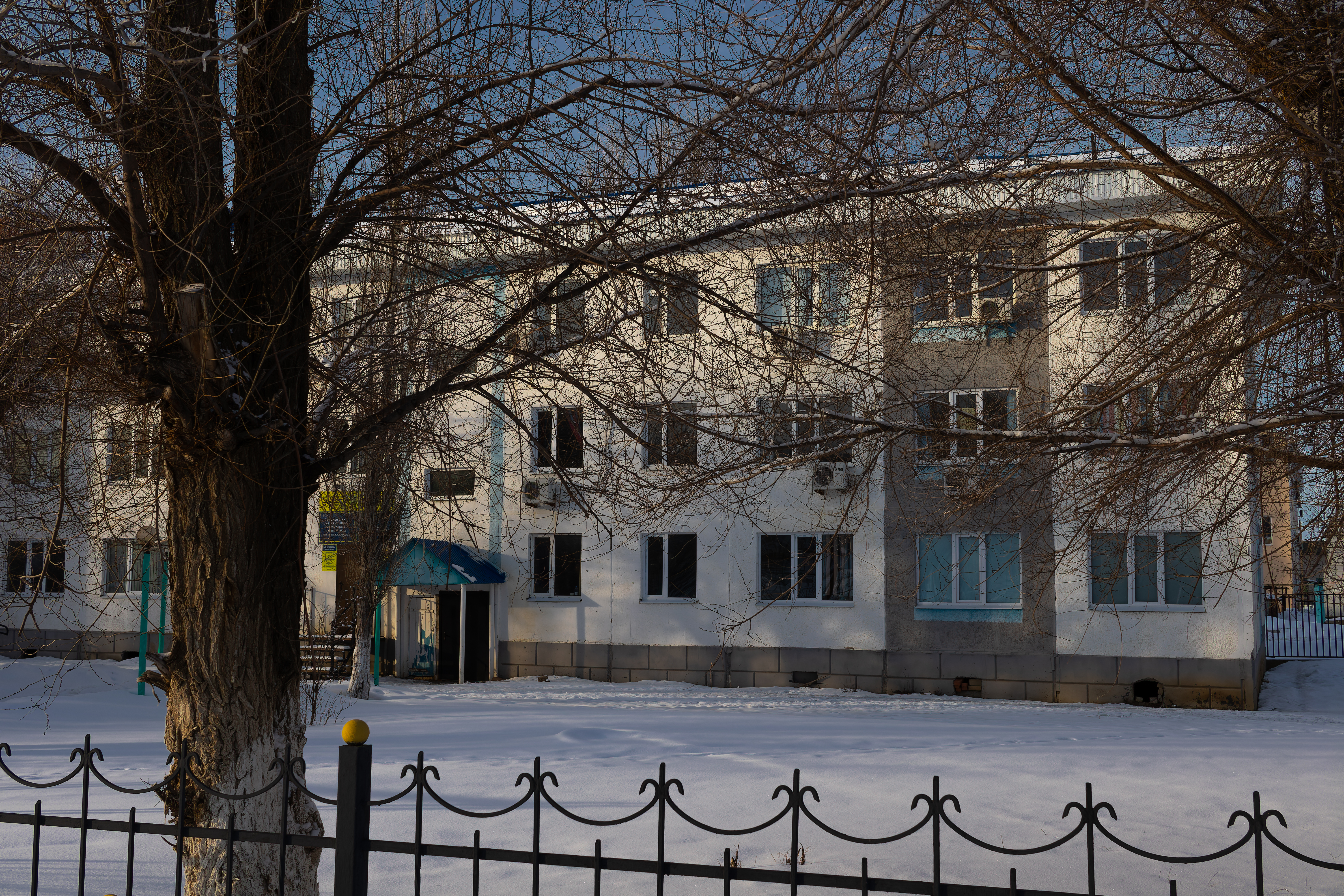
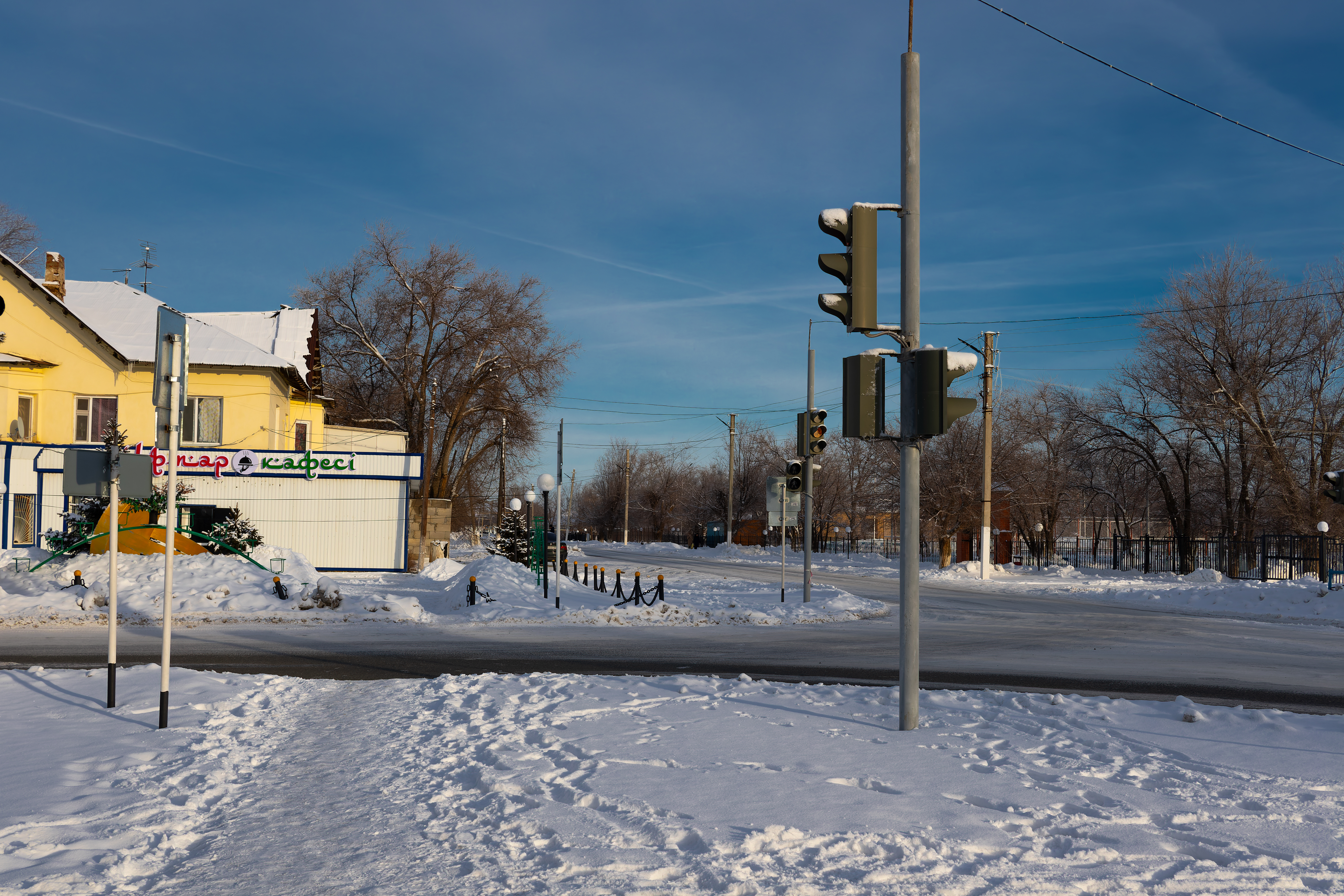
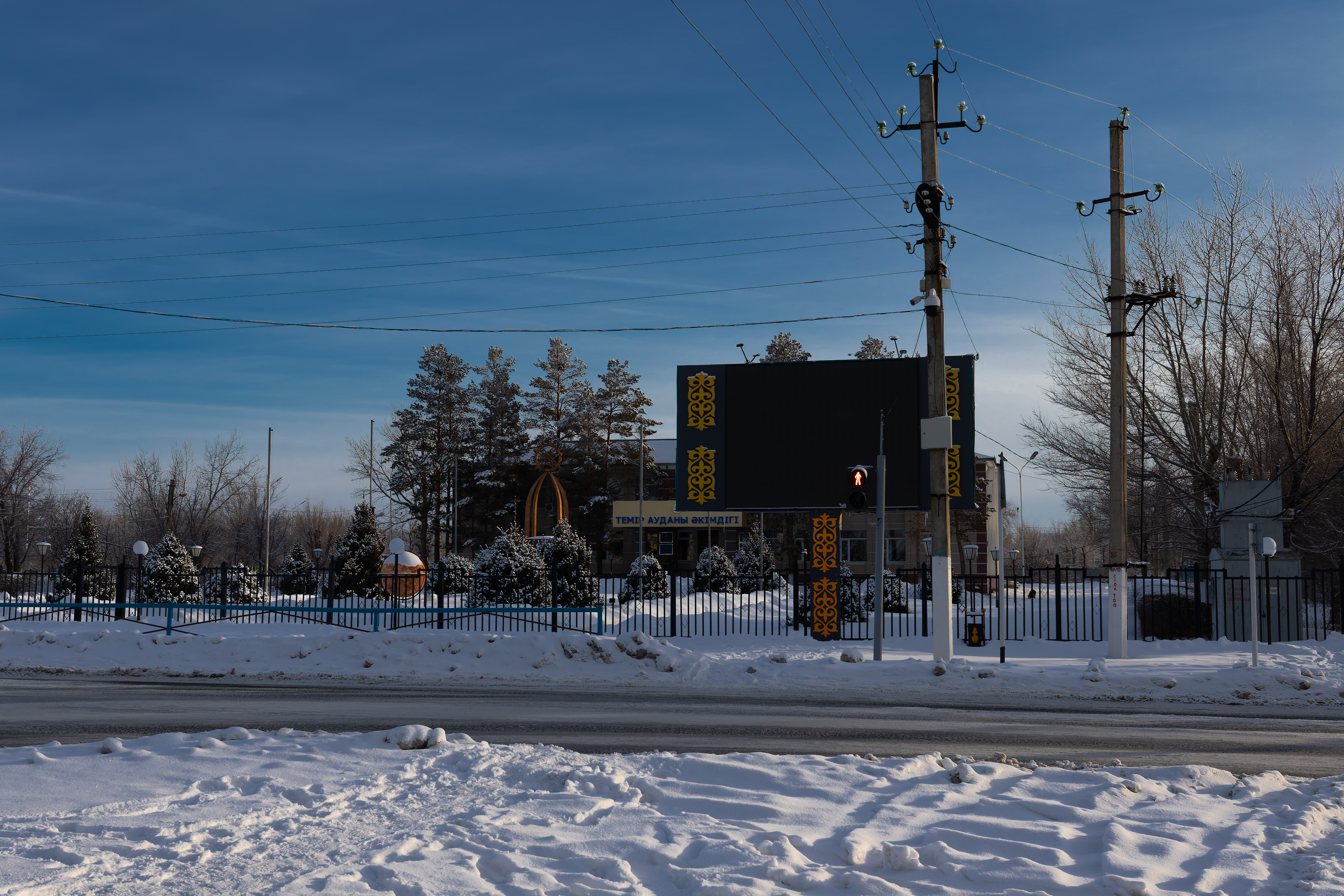
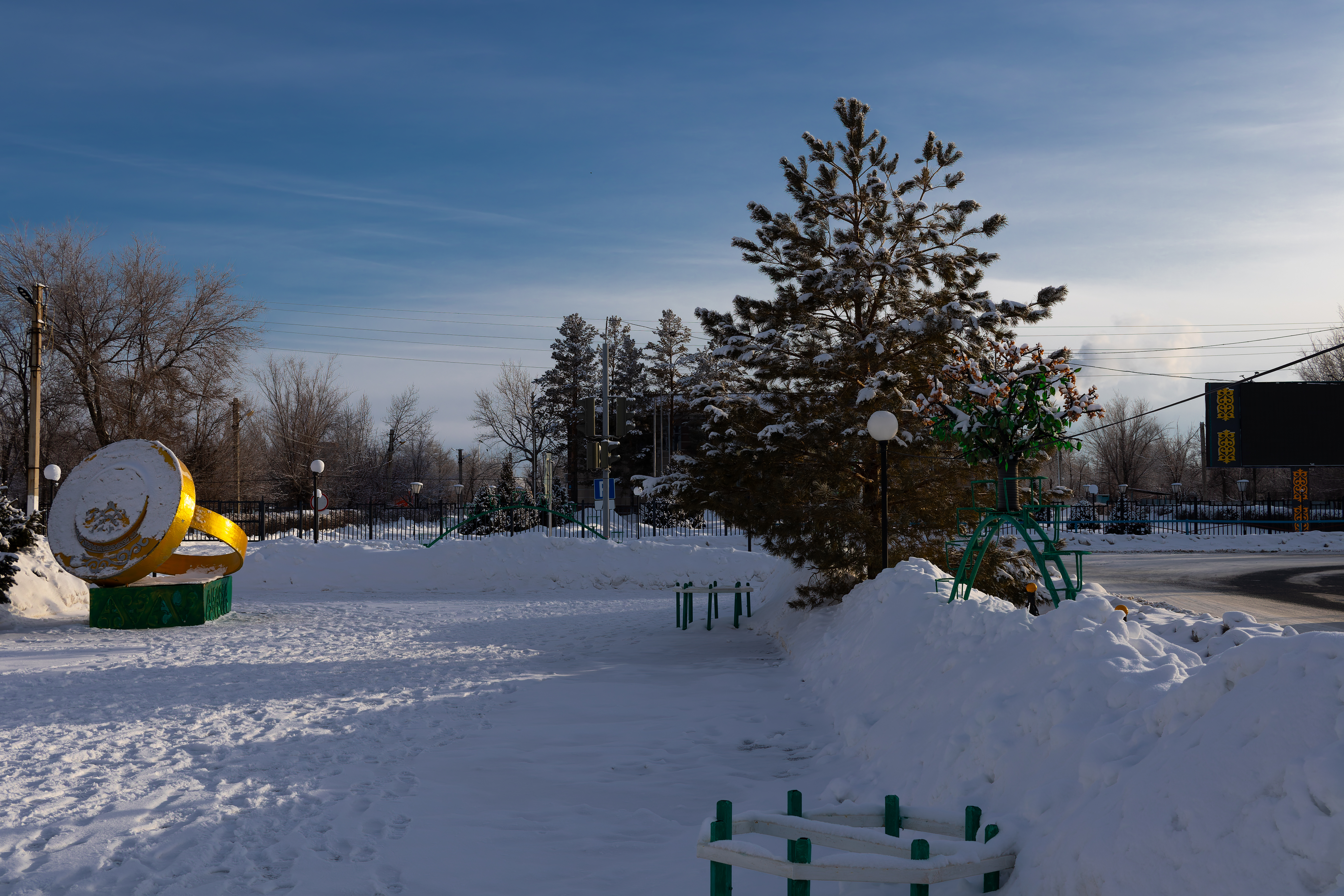
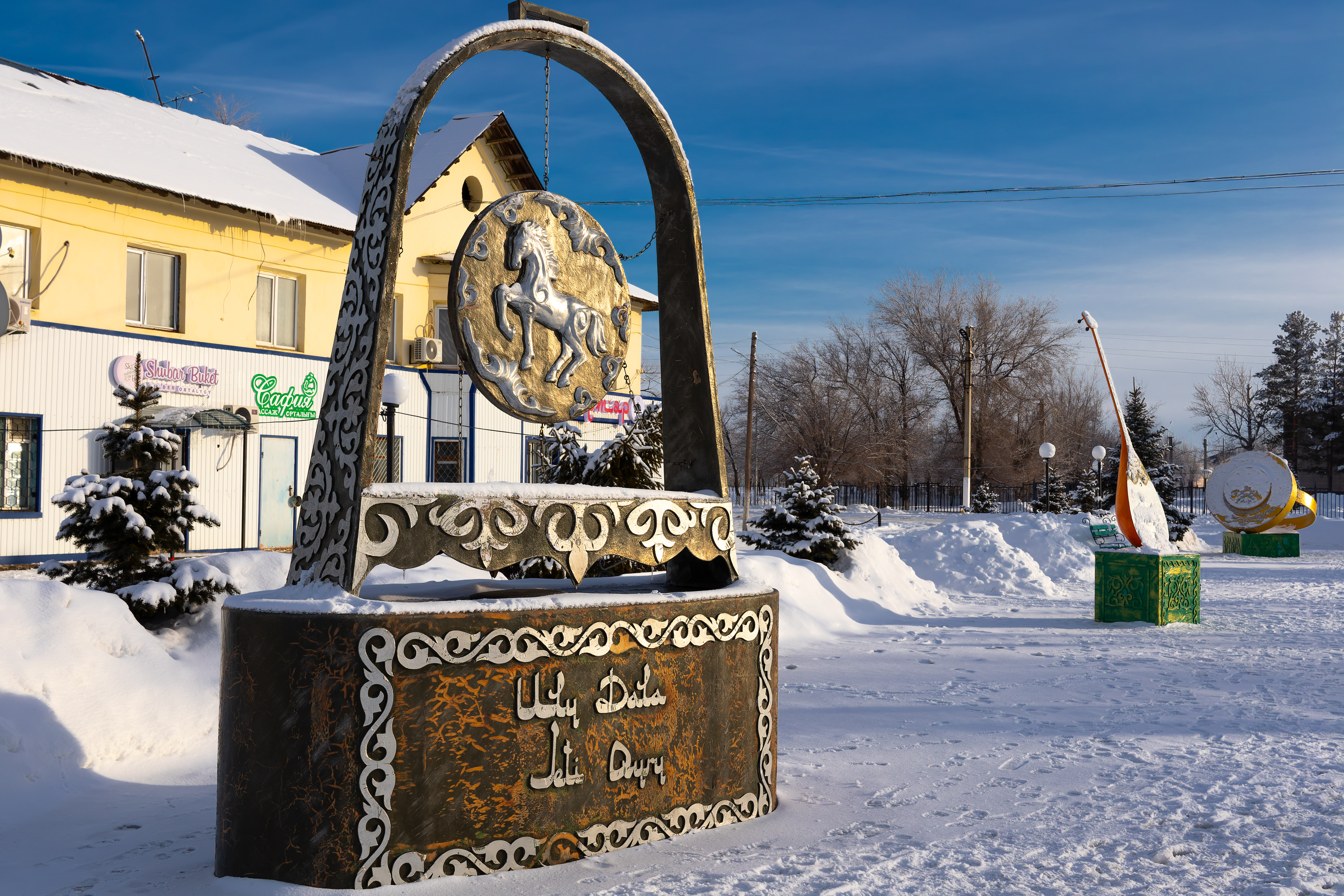
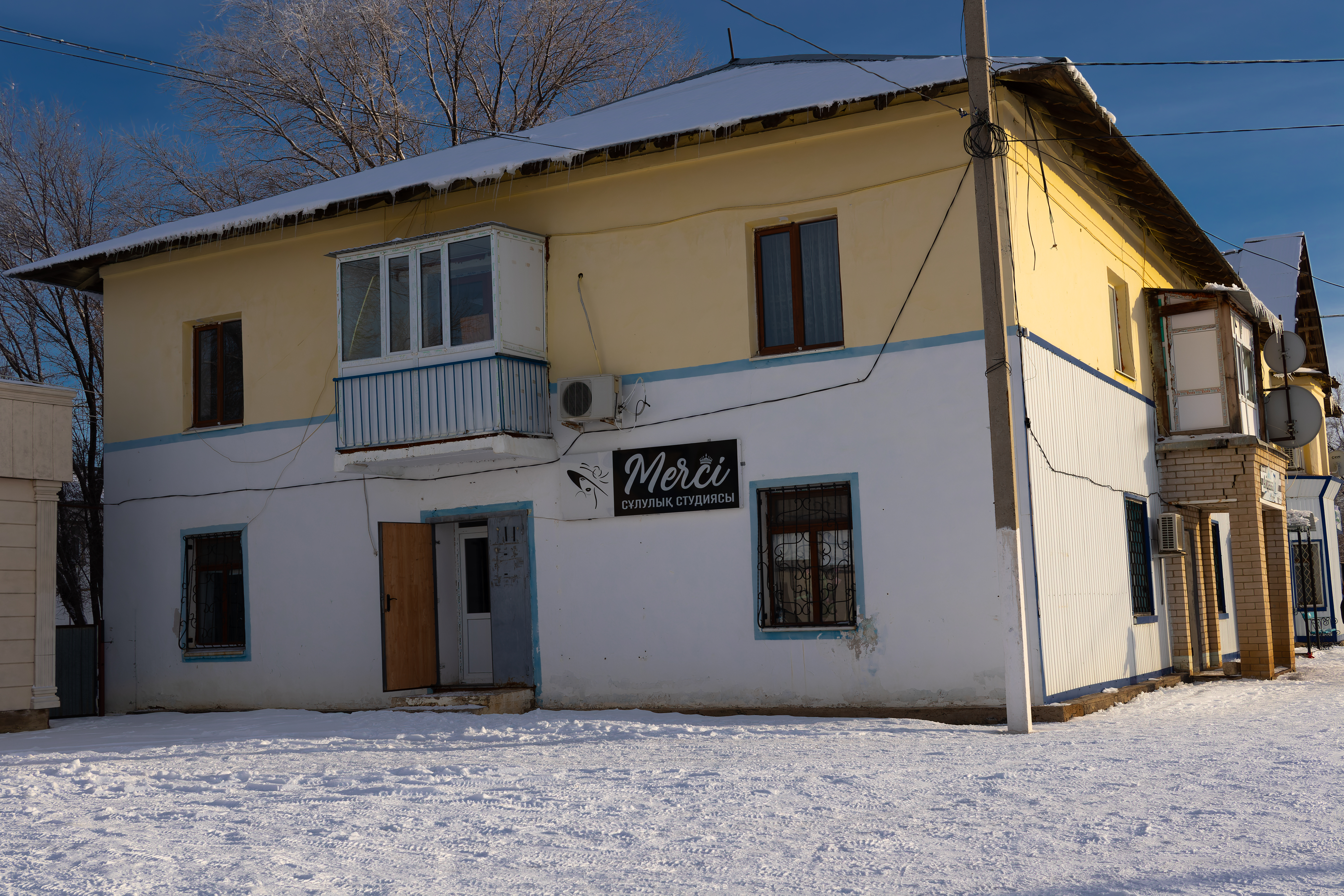
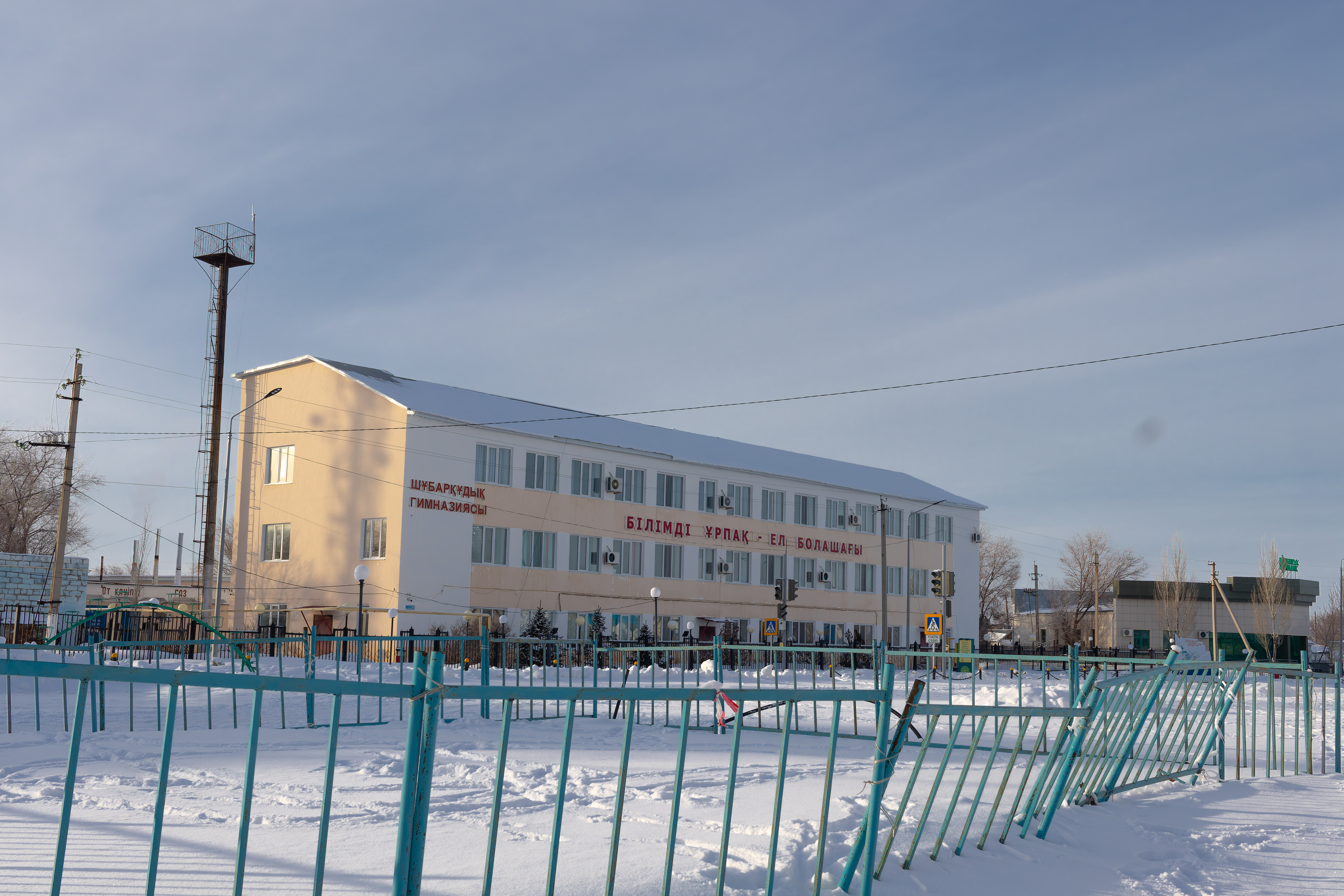
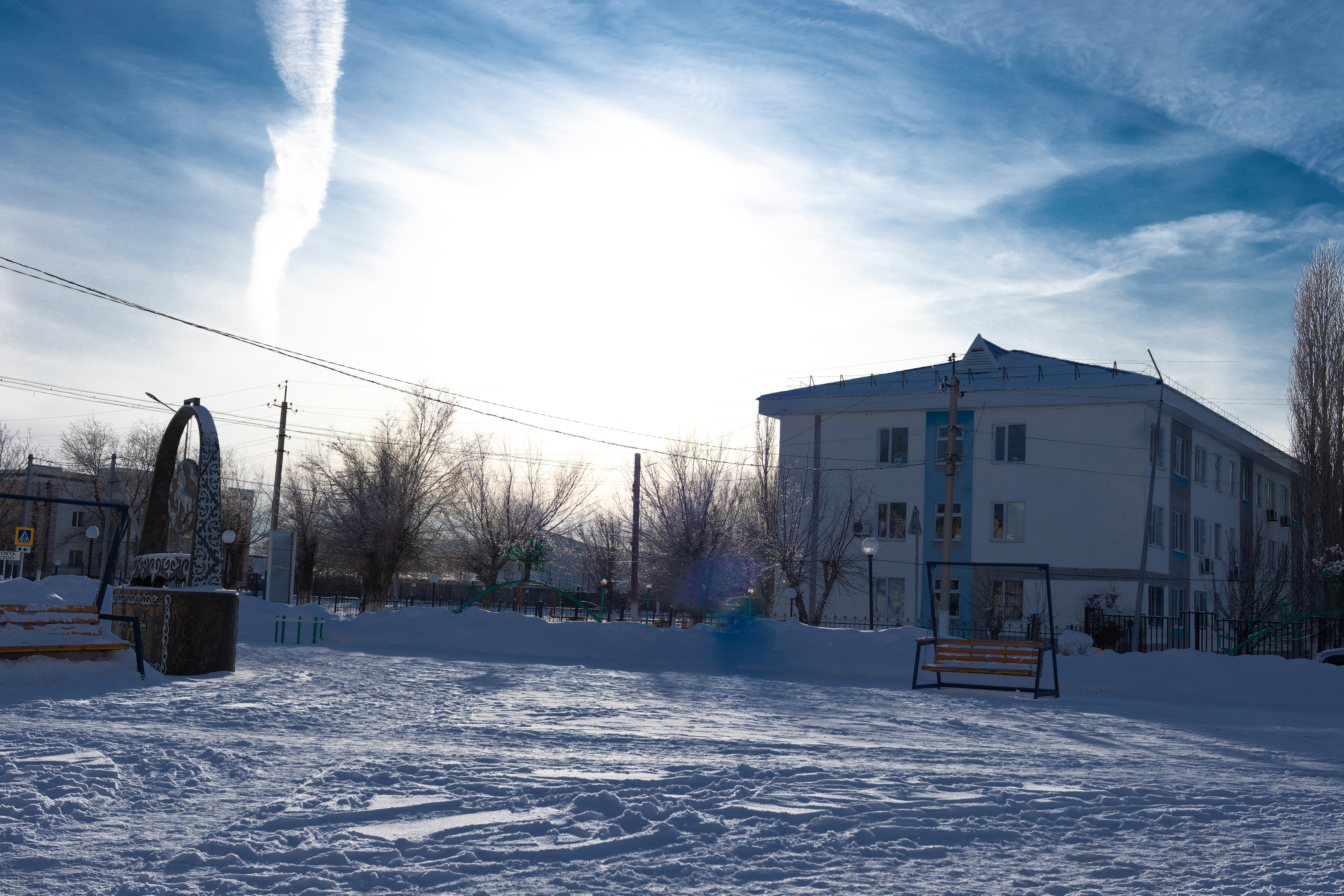
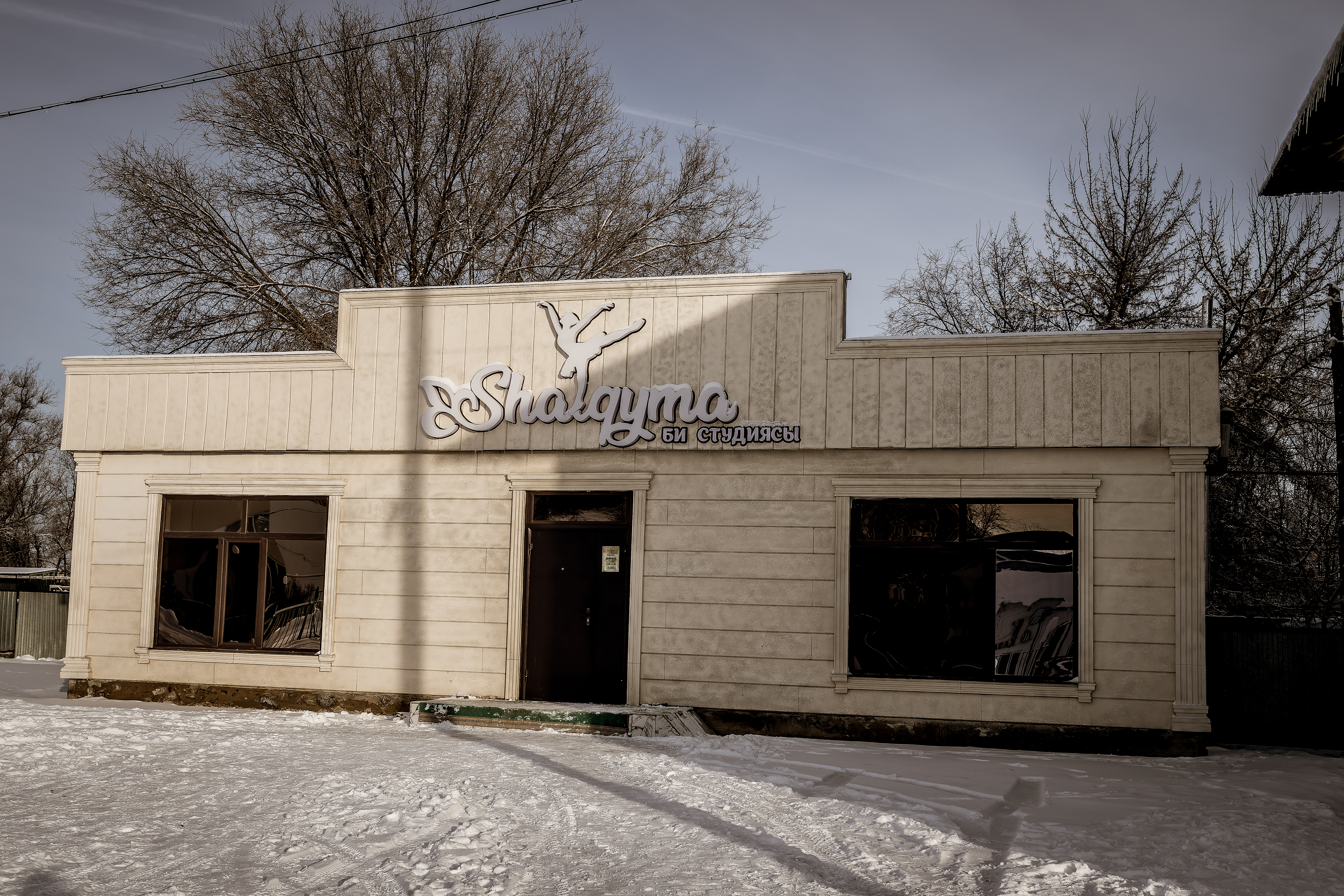
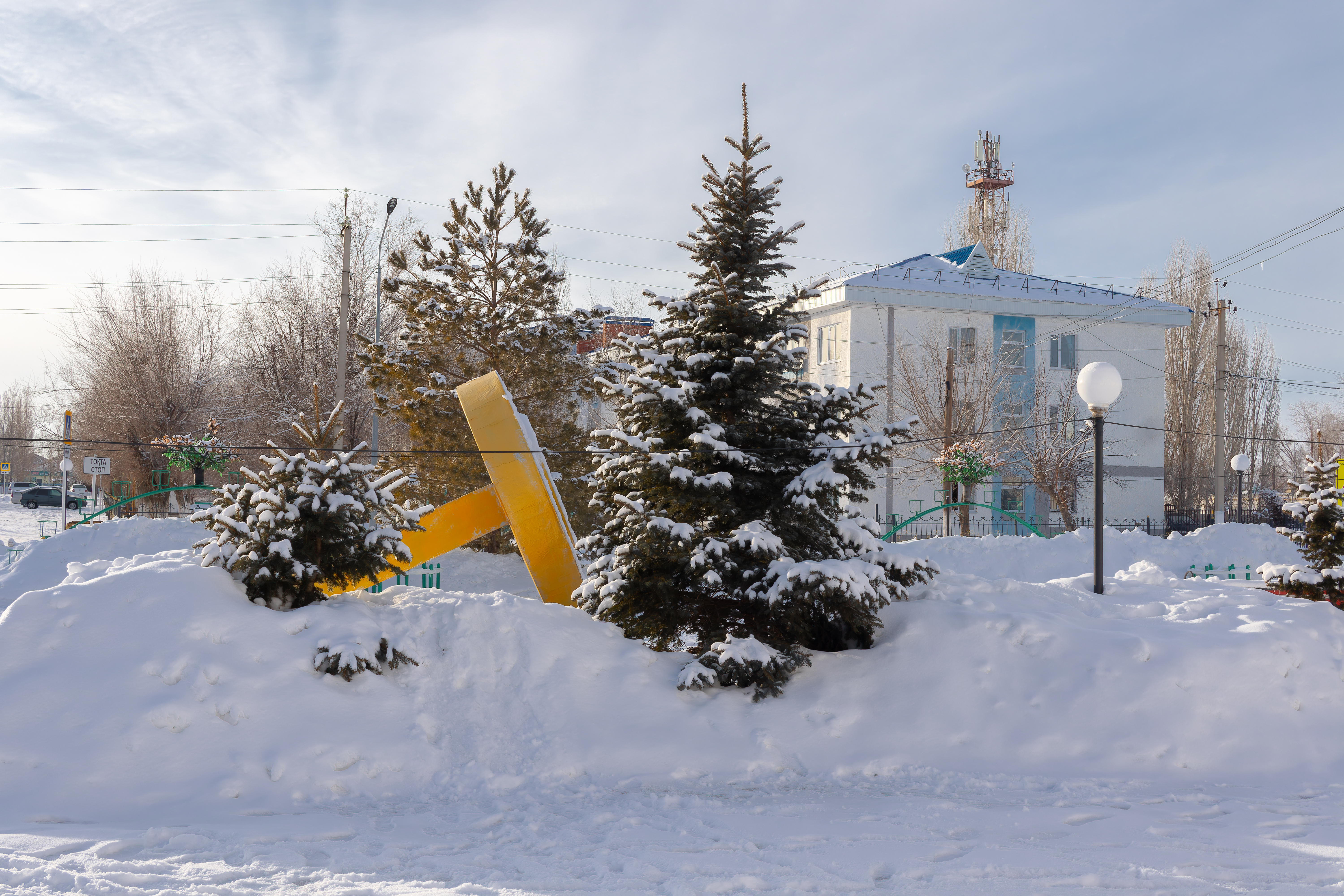
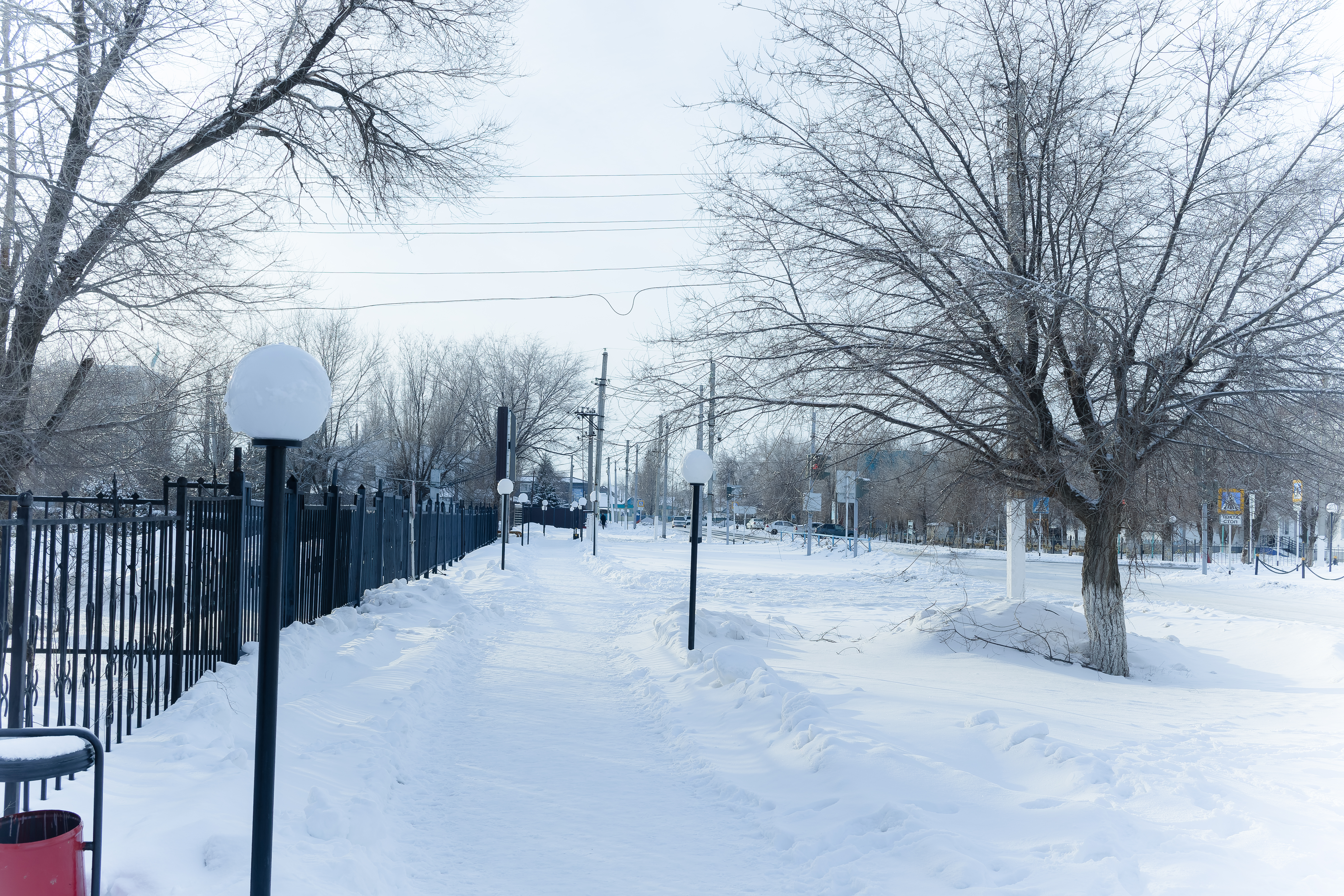
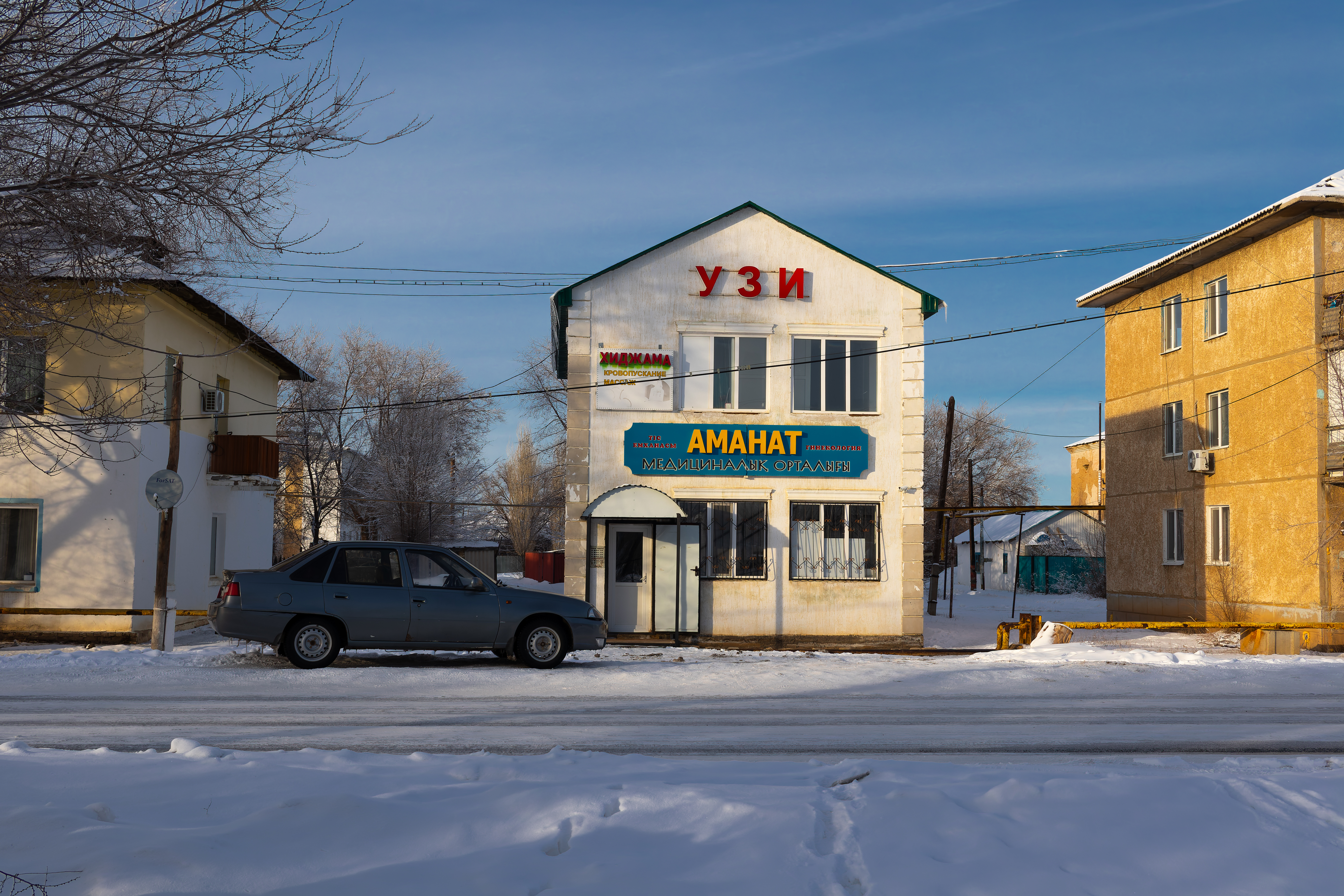
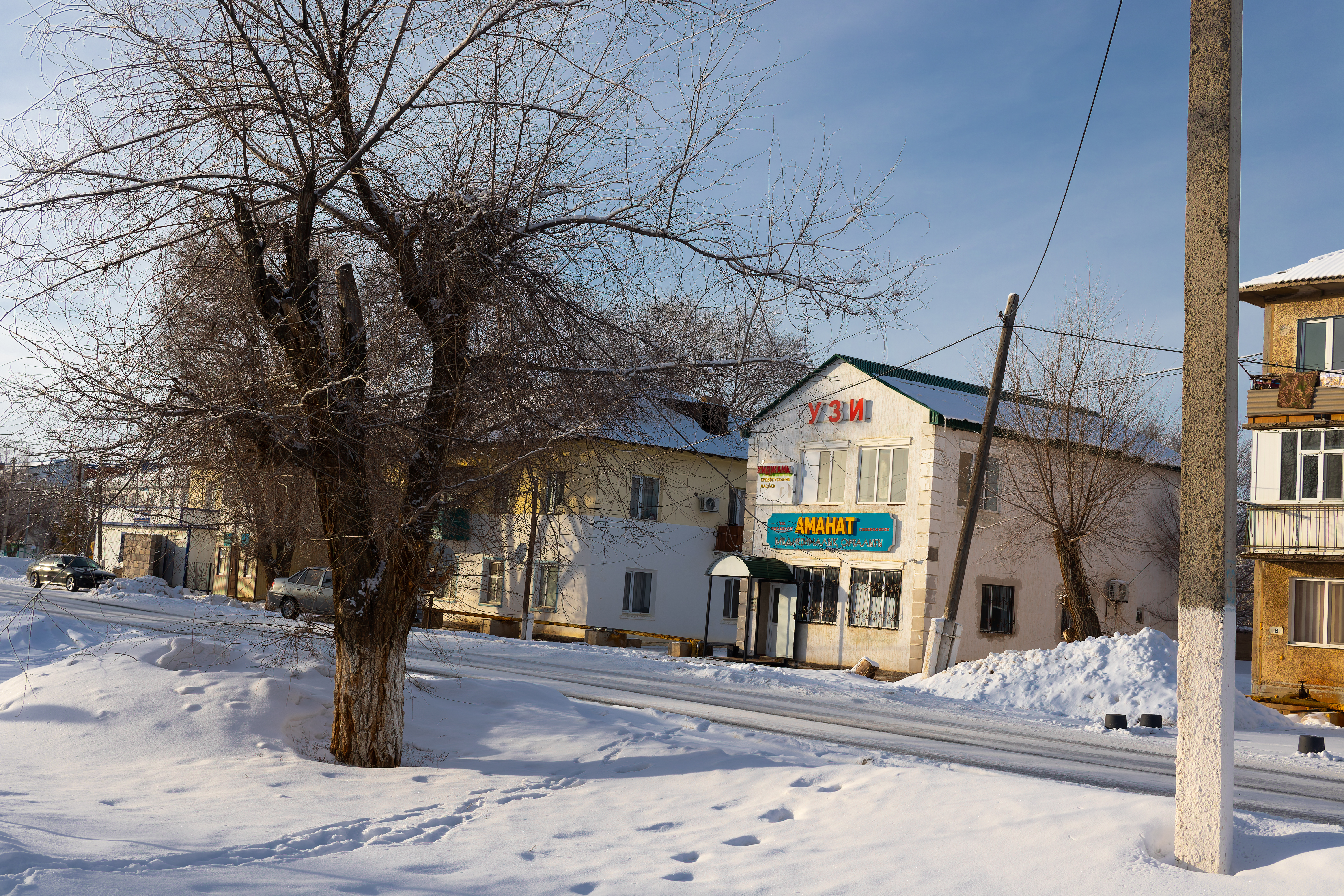
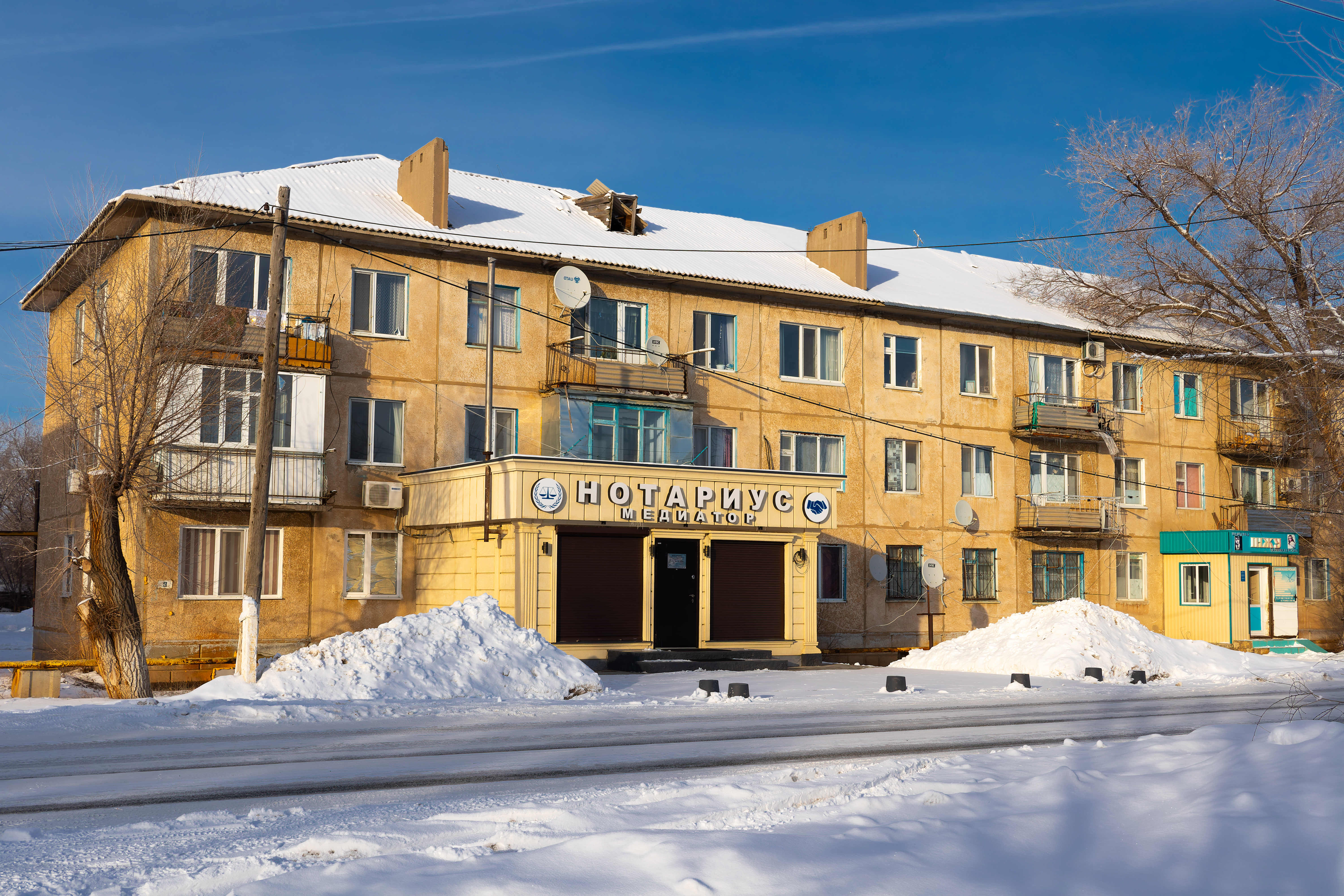
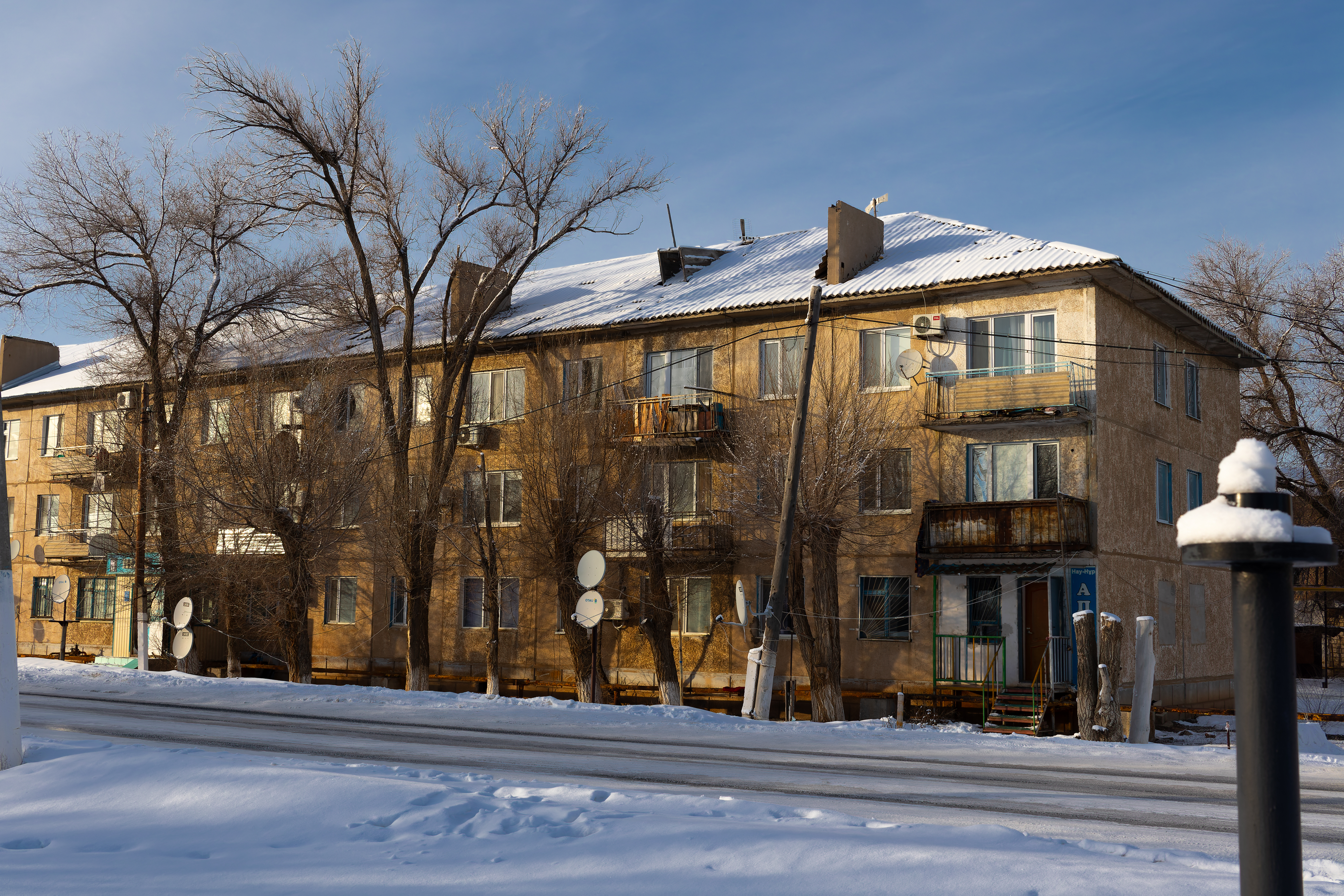
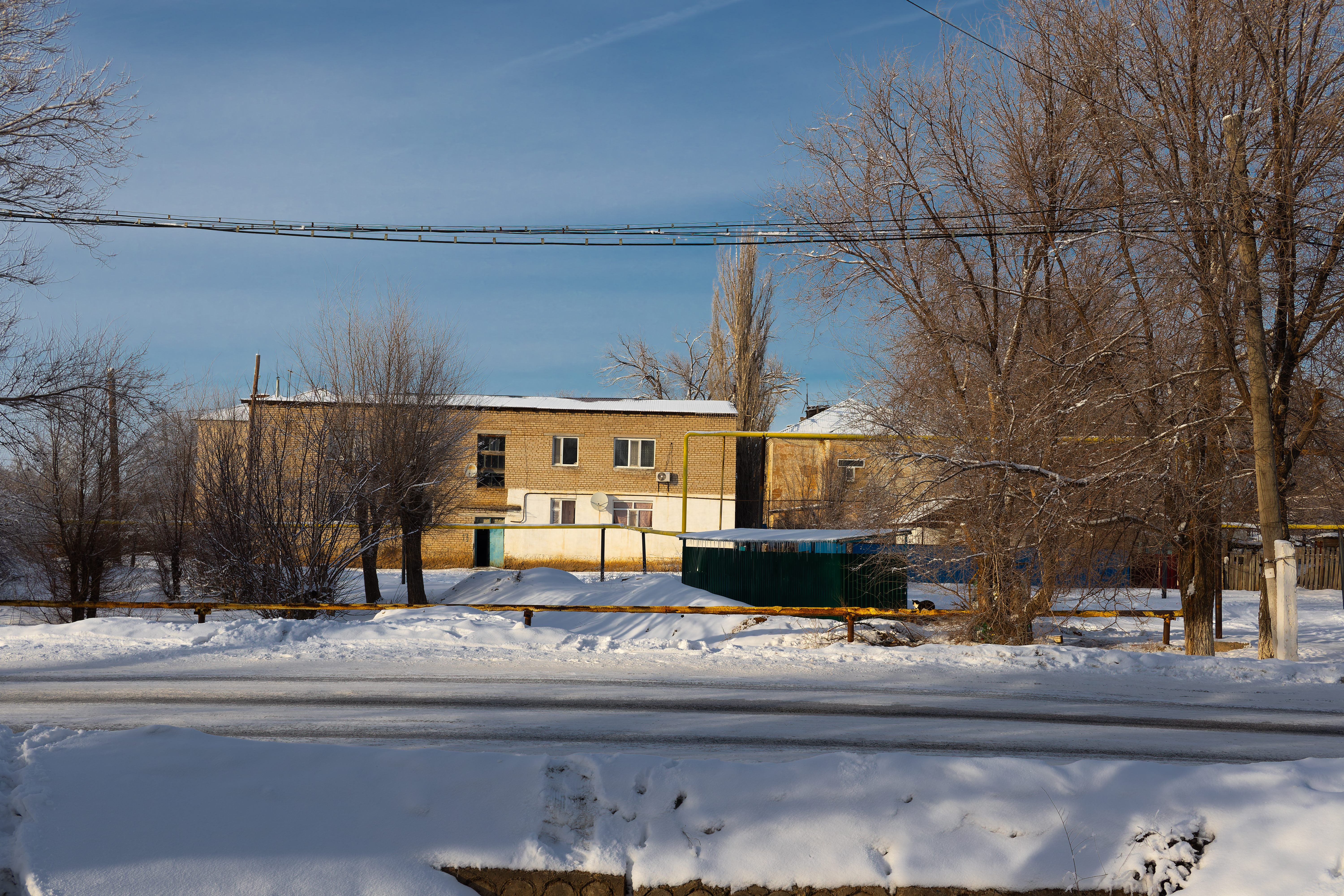
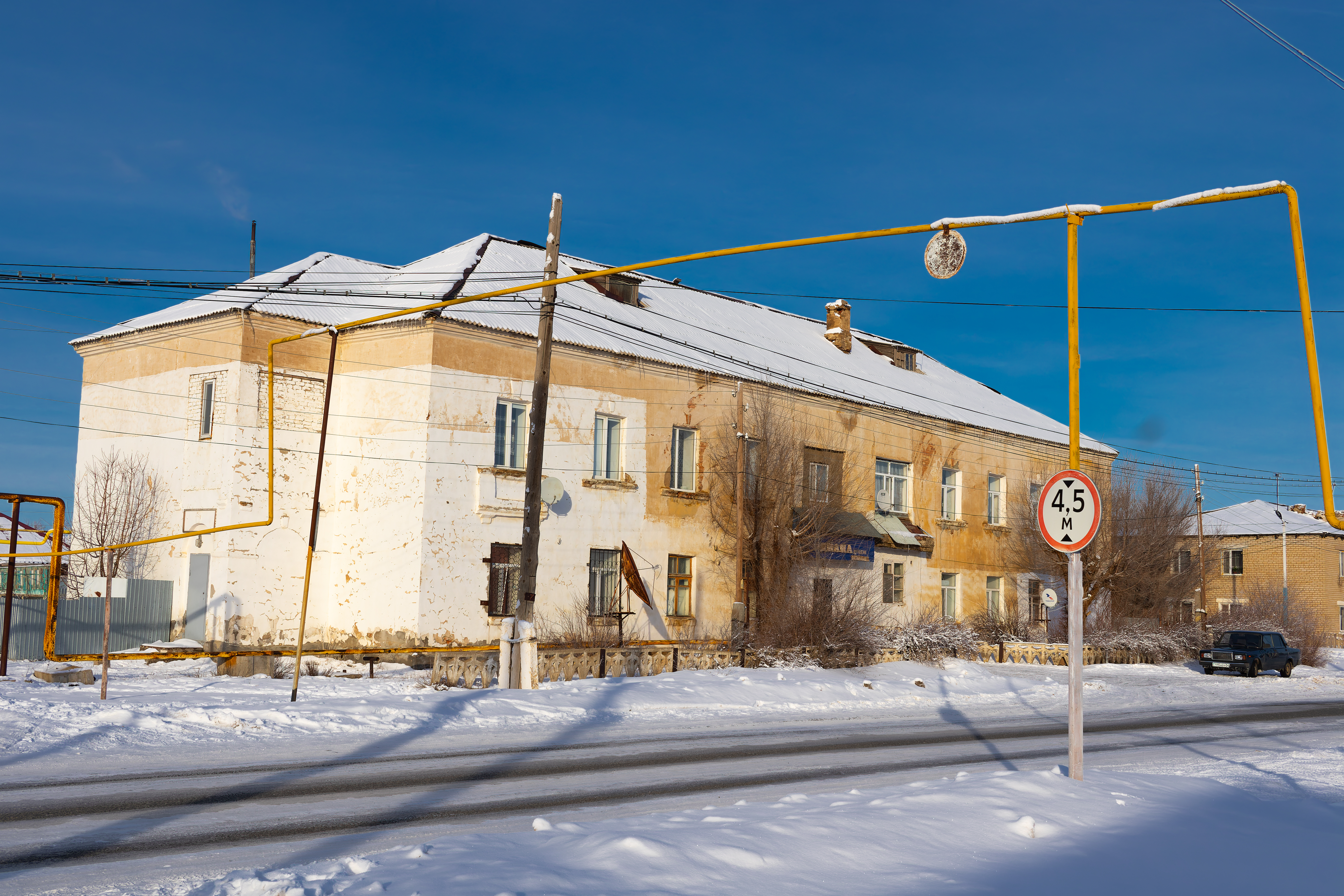
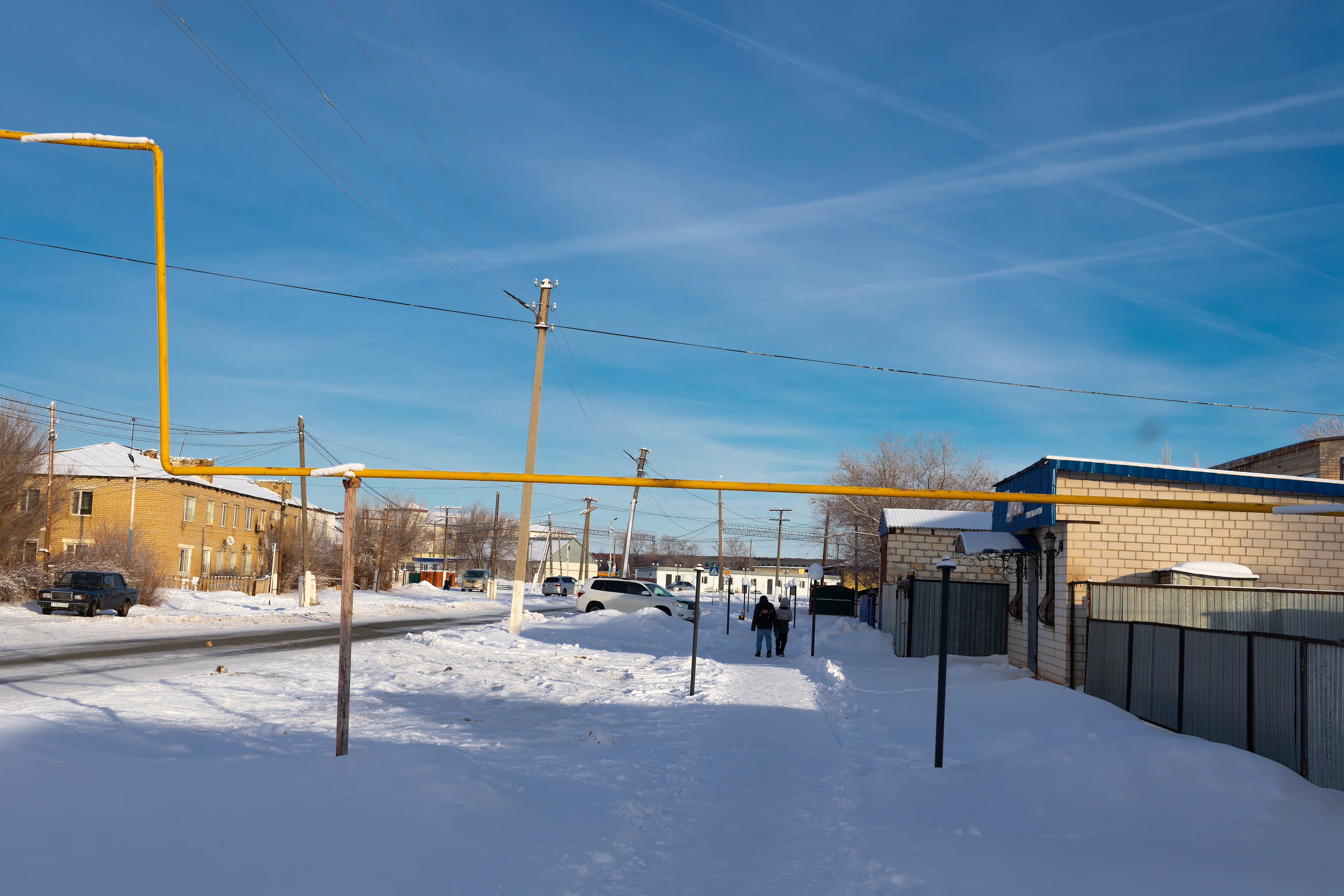
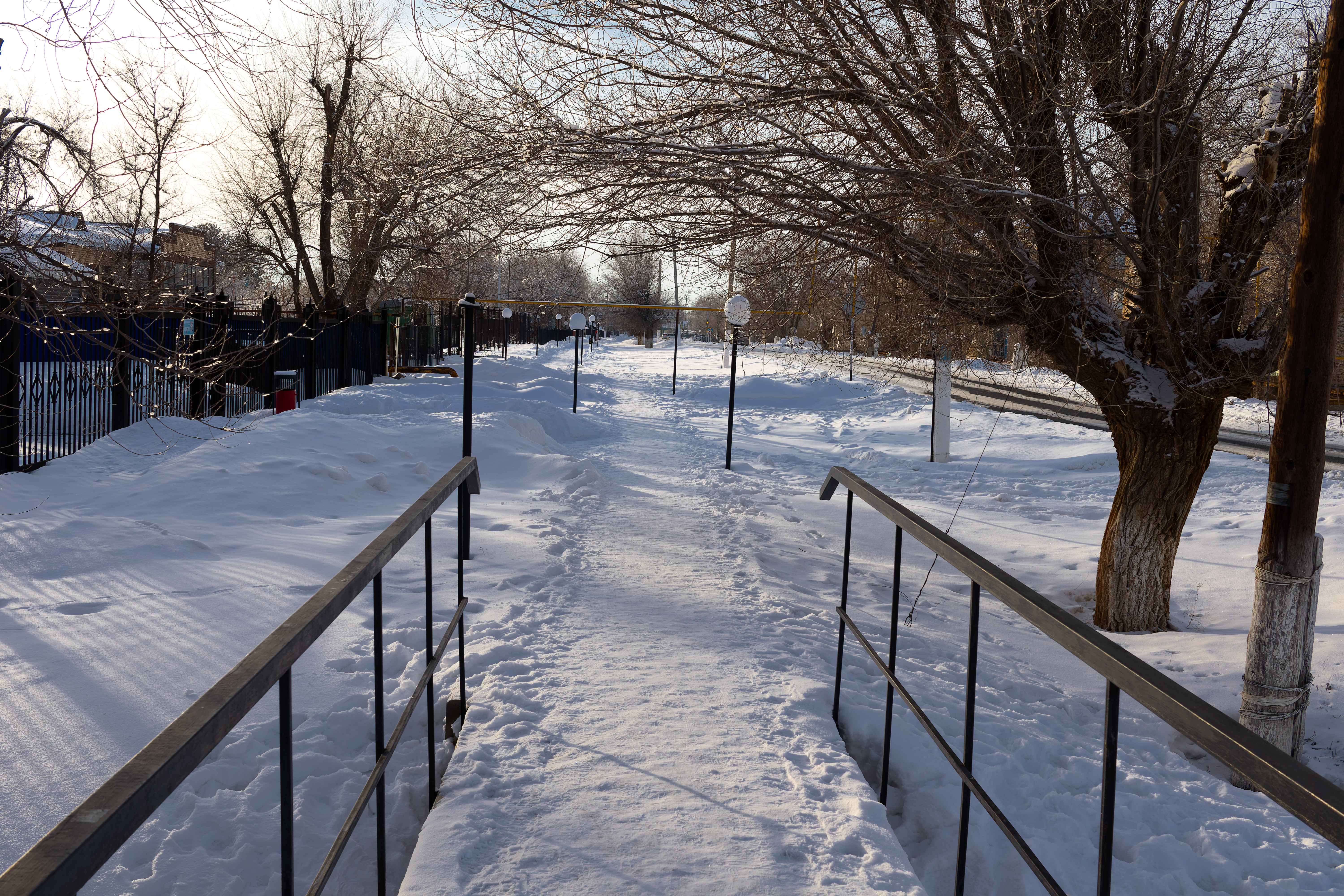
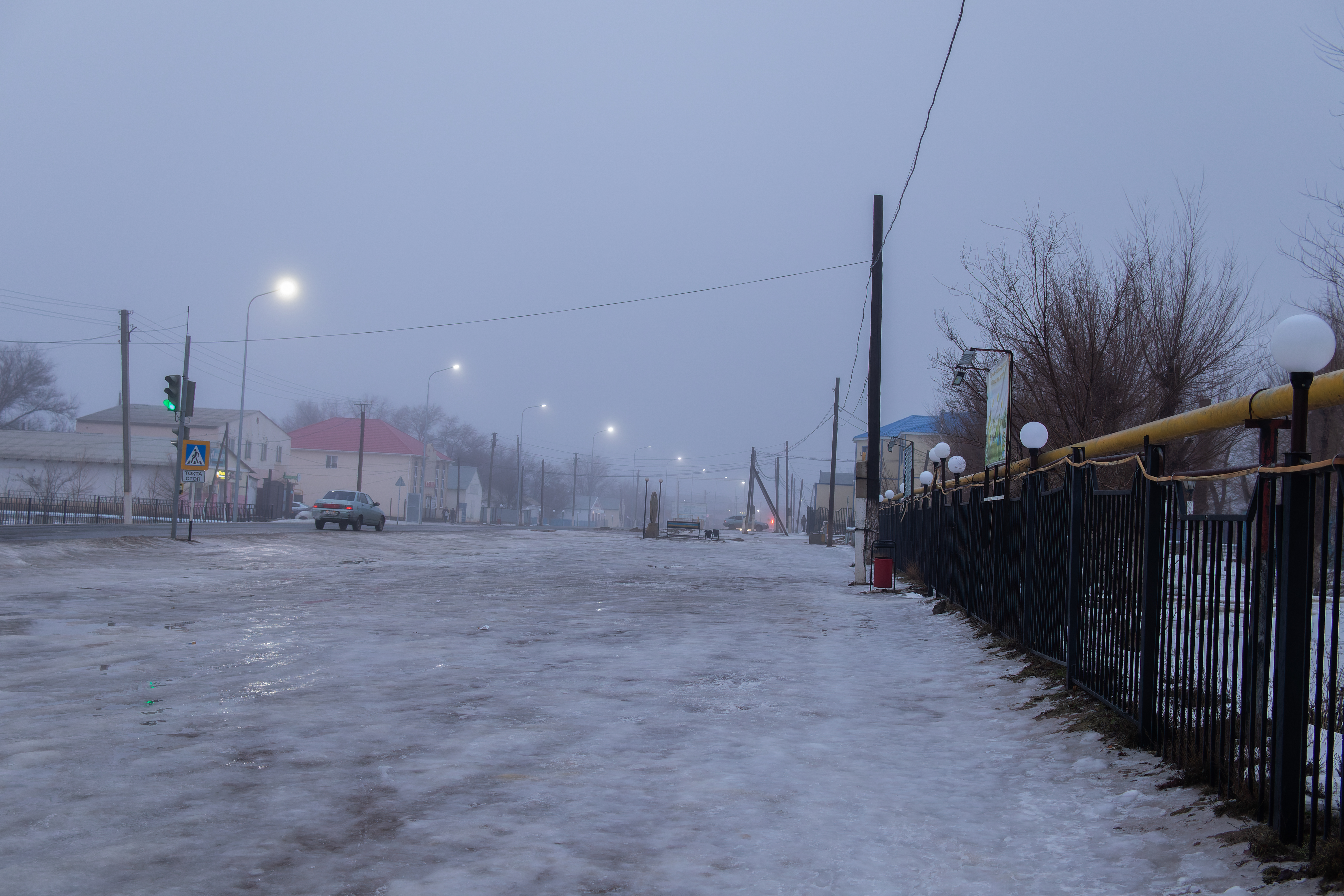